# Unicodeblock Yi-Silbenzeichen
Der Unicodeblock Yi-Silbenzeichen (engl. Yi Syllables, U+A000 bis U+A48F) enthält die 1974 eingeführte, aus 1164 Zeichen bestehende Silbenschrift für die Sprache der Yi in China, die auf ein seit dem 15. Jahrhundert belegtes logographisches Schriftsystem zurückgeht.
Die Grundzeichen, Radikale, dieser Schrift befinden sich im nächsten Unicodeblock Yi-Radikale.

## Liste
Das Zeichen U+A015 ist in der generellen Kategorie „modifizierender Buchstabe“, alle anderen in „anderer Buchstabe“. Alle Zeichen haben die bidirektionale Klasse „links nach rechts“.
| Unicodenummer  | Zeichen (400 %) | Offizielle Bezeichnung | Beschreibung           |
| -------------- | --------------- | ---------------------- | ---------------------- |
| U+A000 (40960) | ꀀ              | YI SYLLABLE IT         | Yi-Silbenzeichen It    |
| U+A001 (40961) | ꀁ              | YI SYLLABLE IX         | Yi-Silbenzeichen Ix    |
| U+A002 (40962) | ꀂ              | YI SYLLABLE I          | Yi-Silbenzeichen I     |
| U+A003 (40963) | ꀃ              | YI SYLLABLE IP         | Yi-Silbenzeichen Ip    |
| U+A004 (40964) | ꀄ              | YI SYLLABLE IET        | Yi-Silbenzeichen Iet   |
| U+A005 (40965) | ꀅ              | YI SYLLABLE IEX        | Yi-Silbenzeichen Iex   |
| U+A006 (40966) | ꀆ              | YI SYLLABLE IE         | Yi-Silbenzeichen Ie    |
| U+A007 (40967) | ꀇ              | YI SYLLABLE IEP        | Yi-Silbenzeichen Iep   |
| U+A008 (40968) | ꀈ              | YI SYLLABLE AT         | Yi-Silbenzeichen At    |
| U+A009 (40969) | ꀉ              | YI SYLLABLE AX         | Yi-Silbenzeichen Ax    |
| U+A00A (40970) | ꀊ              | YI SYLLABLE A          | Yi-Silbenzeichen A     |
| U+A00B (40971) | ꀋ              | YI SYLLABLE AP         | Yi-Silbenzeichen Ap    |
| U+A00C (40972) | ꀌ              | YI SYLLABLE UOX        | Yi-Silbenzeichen Uox   |
| U+A00D (40973) | ꀍ              | YI SYLLABLE UO         | Yi-Silbenzeichen Uo    |
| U+A00E (40974) | ꀎ              | YI SYLLABLE UOP        | Yi-Silbenzeichen Uop   |
| U+A00F (40975) | ꀏ              | YI SYLLABLE OT         | Yi-Silbenzeichen Ot    |
| U+A010 (40976) | ꀐ              | YI SYLLABLE OX         | Yi-Silbenzeichen Ox    |
| U+A011 (40977) | ꀑ              | YI SYLLABLE O          | Yi-Silbenzeichen O     |
| U+A012 (40978) | ꀒ              | YI SYLLABLE OP         | Yi-Silbenzeichen Op    |
| U+A013 (40979) | ꀓ              | YI SYLLABLE EX         | Yi-Silbenzeichen Ex    |
| U+A014 (40980) | ꀔ              | YI SYLLABLE E          | Yi-Silbenzeichen E     |
| U+A015 (40981) | ꀕ              | YI SYLLABLE WU         | Yi-Silbenzeichen Wu    |
| U+A016 (40982) | ꀖ              | YI SYLLABLE BIT        | Yi-Silbenzeichen Bit   |
| U+A017 (40983) | ꀗ              | YI SYLLABLE BIX        | Yi-Silbenzeichen Bix   |
| U+A018 (40984) | ꀘ              | YI SYLLABLE BI         | Yi-Silbenzeichen Bi    |
| U+A019 (40985) | ꀙ              | YI SYLLABLE BIP        | Yi-Silbenzeichen Bip   |
| U+A01A (40986) | ꀚ              | YI SYLLABLE BIET       | Yi-Silbenzeichen Biet  |
| U+A01B (40987) | ꀛ              | YI SYLLABLE BIEX       | Yi-Silbenzeichen Biex  |
| U+A01C (40988) | ꀜ              | YI SYLLABLE BIE        | Yi-Silbenzeichen Bie   |
| U+A01D (40989) | ꀝ              | YI SYLLABLE BIEP       | Yi-Silbenzeichen Biep  |
| U+A01E (40990) | ꀞ              | YI SYLLABLE BAT        | Yi-Silbenzeichen Bat   |
| U+A01F (40991) | ꀟ              | YI SYLLABLE BAX        | Yi-Silbenzeichen Bax   |
| U+A020 (40992) | ꀠ              | YI SYLLABLE BA         | Yi-Silbenzeichen Ba    |
| U+A021 (40993) | ꀡ              | YI SYLLABLE BAP        | Yi-Silbenzeichen Bap   |
| U+A022 (40994) | ꀢ              | YI SYLLABLE BUOX       | Yi-Silbenzeichen Buox  |
| U+A023 (40995) | ꀣ              | YI SYLLABLE BUO        | Yi-Silbenzeichen Buo   |
| U+A024 (40996) | ꀤ              | YI SYLLABLE BUOP       | Yi-Silbenzeichen Buop  |
| U+A025 (40997) | ꀥ              | YI SYLLABLE BOT        | Yi-Silbenzeichen Bot   |
| U+A026 (40998) | ꀦ              | YI SYLLABLE BOX        | Yi-Silbenzeichen Box   |
| U+A027 (40999) | ꀧ              | YI SYLLABLE BO         | Yi-Silbenzeichen Bo    |
| U+A028 (41000) | ꀨ              | YI SYLLABLE BOP        | Yi-Silbenzeichen Bop   |
| U+A029 (41001) | ꀩ              | YI SYLLABLE BEX        | Yi-Silbenzeichen Bex   |
| U+A02A (41002) | ꀪ              | YI SYLLABLE BE         | Yi-Silbenzeichen Be    |
| U+A02B (41003) | ꀫ              | YI SYLLABLE BEP        | Yi-Silbenzeichen Bep   |
| U+A02C (41004) | ꀬ              | YI SYLLABLE BUT        | Yi-Silbenzeichen But   |
| U+A02D (41005) | ꀭ              | YI SYLLABLE BUX        | Yi-Silbenzeichen Bux   |
| U+A02E (41006) | ꀮ              | YI SYLLABLE BU         | Yi-Silbenzeichen Bu    |
| U+A02F (41007) | ꀯ              | YI SYLLABLE BUP        | Yi-Silbenzeichen Bup   |
| U+A030 (41008) | ꀰ              | YI SYLLABLE BURX       | Yi-Silbenzeichen Burx  |
| U+A031 (41009) | ꀱ              | YI SYLLABLE BUR        | Yi-Silbenzeichen Bur   |
| U+A032 (41010) | ꀲ              | YI SYLLABLE BYT        | Yi-Silbenzeichen Byt   |
| U+A033 (41011) | ꀳ              | YI SYLLABLE BYX        | Yi-Silbenzeichen Byx   |
| U+A034 (41012) | ꀴ              | YI SYLLABLE BY         | Yi-Silbenzeichen By    |
| U+A035 (41013) | ꀵ              | YI SYLLABLE BYP        | Yi-Silbenzeichen Byp   |
| U+A036 (41014) | ꀶ              | YI SYLLABLE BYRX       | Yi-Silbenzeichen Byrx  |
| U+A037 (41015) | ꀷ              | YI SYLLABLE BYR        | Yi-Silbenzeichen Byr   |
| U+A038 (41016) | ꀸ              | YI SYLLABLE PIT        | Yi-Silbenzeichen Pit   |
| U+A039 (41017) | ꀹ              | YI SYLLABLE PIX        | Yi-Silbenzeichen Pix   |
| U+A03A (41018) | ꀺ              | YI SYLLABLE PI         | Yi-Silbenzeichen Pi    |
| U+A03B (41019) | ꀻ              | YI SYLLABLE PIP        | Yi-Silbenzeichen Pip   |
| U+A03C (41020) | ꀼ              | YI SYLLABLE PIEX       | Yi-Silbenzeichen Piex  |
| U+A03D (41021) | ꀽ              | YI SYLLABLE PIE        | Yi-Silbenzeichen Pie   |
| U+A03E (41022) | ꀾ              | YI SYLLABLE PIEP       | Yi-Silbenzeichen Piep  |
| U+A03F (41023) | ꀿ              | YI SYLLABLE PAT        | Yi-Silbenzeichen Pat   |
| U+A040 (41024) | ꁀ              | YI SYLLABLE PAX        | Yi-Silbenzeichen Pax   |
| U+A041 (41025) | ꁁ              | YI SYLLABLE PA         | Yi-Silbenzeichen Pa    |
| U+A042 (41026) | ꁂ              | YI SYLLABLE PAP        | Yi-Silbenzeichen Pap   |
| U+A043 (41027) | ꁃ              | YI SYLLABLE PUOX       | Yi-Silbenzeichen Puox  |
| U+A044 (41028) | ꁄ              | YI SYLLABLE PUO        | Yi-Silbenzeichen Puo   |
| U+A045 (41029) | ꁅ              | YI SYLLABLE PUOP       | Yi-Silbenzeichen Puop  |
| U+A046 (41030) | ꁆ              | YI SYLLABLE POT        | Yi-Silbenzeichen Pot   |
| U+A047 (41031) | ꁇ              | YI SYLLABLE POX        | Yi-Silbenzeichen Pox   |
| U+A048 (41032) | ꁈ              | YI SYLLABLE PO         | Yi-Silbenzeichen Po    |
| U+A049 (41033) | ꁉ              | YI SYLLABLE POP        | Yi-Silbenzeichen Pop   |
| U+A04A (41034) | ꁊ              | YI SYLLABLE PUT        | Yi-Silbenzeichen Put   |
| U+A04B (41035) | ꁋ              | YI SYLLABLE PUX        | Yi-Silbenzeichen Pux   |
| U+A04C (41036) | ꁌ              | YI SYLLABLE PU         | Yi-Silbenzeichen Pu    |
| U+A04D (41037) | ꁍ              | YI SYLLABLE PUP        | Yi-Silbenzeichen Pup   |
| U+A04E (41038) | ꁎ              | YI SYLLABLE PURX       | Yi-Silbenzeichen Purx  |
| U+A04F (41039) | ꁏ              | YI SYLLABLE PUR        | Yi-Silbenzeichen Pur   |
| U+A050 (41040) | ꁐ              | YI SYLLABLE PYT        | Yi-Silbenzeichen Pyt   |
| U+A051 (41041) | ꁑ              | YI SYLLABLE PYX        | Yi-Silbenzeichen Pyx   |
| U+A052 (41042) | ꁒ              | YI SYLLABLE PY         | Yi-Silbenzeichen Py    |
| U+A053 (41043) | ꁓ              | YI SYLLABLE PYP        | Yi-Silbenzeichen Pyp   |
| U+A054 (41044) | ꁔ              | YI SYLLABLE PYRX       | Yi-Silbenzeichen Pyrx  |
| U+A055 (41045) | ꁕ              | YI SYLLABLE PYR        | Yi-Silbenzeichen Pyr   |
| U+A056 (41046) | ꁖ              | YI SYLLABLE BBIT       | Yi-Silbenzeichen Bbit  |
| U+A057 (41047) | ꁗ              | YI SYLLABLE BBIX       | Yi-Silbenzeichen Bbix  |
| U+A058 (41048) | ꁘ              | YI SYLLABLE BBI        | Yi-Silbenzeichen Bbi   |
| U+A059 (41049) | ꁙ              | YI SYLLABLE BBIP       | Yi-Silbenzeichen Bbip  |
| U+A05A (41050) | ꁚ              | YI SYLLABLE BBIET      | Yi-Silbenzeichen Bbiet |
| U+A05B (41051) | ꁛ              | YI SYLLABLE BBIEX      | Yi-Silbenzeichen Bbiex |
| U+A05C (41052) | ꁜ              | YI SYLLABLE BBIE       | Yi-Silbenzeichen Bbie  |
| U+A05D (41053) | ꁝ              | YI SYLLABLE BBIEP      | Yi-Silbenzeichen Bbiep |
| U+A05E (41054) | ꁞ              | YI SYLLABLE BBAT       | Yi-Silbenzeichen Bbat  |
| U+A05F (41055) | ꁟ              | YI SYLLABLE BBAX       | Yi-Silbenzeichen Bbax  |
| U+A060 (41056) | ꁠ              | YI SYLLABLE BBA        | Yi-Silbenzeichen Bba   |
| U+A061 (41057) | ꁡ              | YI SYLLABLE BBAP       | Yi-Silbenzeichen Bbap  |
| U+A062 (41058) | ꁢ              | YI SYLLABLE BBUOX      | Yi-Silbenzeichen Bbuox |
| U+A063 (41059) | ꁣ              | YI SYLLABLE BBUO       | Yi-Silbenzeichen Bbuo  |
| U+A064 (41060) | ꁤ              | YI SYLLABLE BBUOP      | Yi-Silbenzeichen Bbuop |
| U+A065 (41061) | ꁥ              | YI SYLLABLE BBOT       | Yi-Silbenzeichen Bbot  |
| U+A066 (41062) | ꁦ              | YI SYLLABLE BBOX       | Yi-Silbenzeichen Bbox  |
| U+A067 (41063) | ꁧ              | YI SYLLABLE BBO        | Yi-Silbenzeichen Bbo   |
| U+A068 (41064) | ꁨ              | YI SYLLABLE BBOP       | Yi-Silbenzeichen Bbop  |
| U+A069 (41065) | ꁩ              | YI SYLLABLE BBEX       | Yi-Silbenzeichen Bbex  |
| U+A06A (41066) | ꁪ              | YI SYLLABLE BBE        | Yi-Silbenzeichen Bbe   |
| U+A06B (41067) | ꁫ              | YI SYLLABLE BBEP       | Yi-Silbenzeichen Bbep  |
| U+A06C (41068) | ꁬ              | YI SYLLABLE BBUT       | Yi-Silbenzeichen Bbut  |
| U+A06D (41069) | ꁭ              | YI SYLLABLE BBUX       | Yi-Silbenzeichen Bbux  |
| U+A06E (41070) | ꁮ              | YI SYLLABLE BBU        | Yi-Silbenzeichen Bbu   |
| U+A06F (41071) | ꁯ              | YI SYLLABLE BBUP       | Yi-Silbenzeichen Bbup  |
| U+A070 (41072) | ꁰ              | YI SYLLABLE BBURX      | Yi-Silbenzeichen Bburx |
| U+A071 (41073) | ꁱ              | YI SYLLABLE BBUR       | Yi-Silbenzeichen Bbur  |
| U+A072 (41074) | ꁲ              | YI SYLLABLE BBYT       | Yi-Silbenzeichen Bbyt  |
| U+A073 (41075) | ꁳ              | YI SYLLABLE BBYX       | Yi-Silbenzeichen Bbyx  |
| U+A074 (41076) | ꁴ              | YI SYLLABLE BBY        | Yi-Silbenzeichen Bby   |
| U+A075 (41077) | ꁵ              | YI SYLLABLE BBYP       | Yi-Silbenzeichen Bbyp  |
| U+A076 (41078) | ꁶ              | YI SYLLABLE NBIT       | Yi-Silbenzeichen Nbit  |
| U+A077 (41079) | ꁷ              | YI SYLLABLE NBIX       | Yi-Silbenzeichen Nbix  |
| U+A078 (41080) | ꁸ              | YI SYLLABLE NBI        | Yi-Silbenzeichen Nbi   |
| U+A079 (41081) | ꁹ              | YI SYLLABLE NBIP       | Yi-Silbenzeichen Nbip  |
| U+A07A (41082) | ꁺ              | YI SYLLABLE NBIEX      | Yi-Silbenzeichen Nbiex |
| U+A07B (41083) | ꁻ              | YI SYLLABLE NBIE       | Yi-Silbenzeichen Nbie  |
| U+A07C (41084) | ꁼ              | YI SYLLABLE NBIEP      | Yi-Silbenzeichen Nbiep |
| U+A07D (41085) | ꁽ              | YI SYLLABLE NBAT       | Yi-Silbenzeichen Nbat  |
| U+A07E (41086) | ꁾ              | YI SYLLABLE NBAX       | Yi-Silbenzeichen Nbax  |
| U+A07F (41087) | ꁿ              | YI SYLLABLE NBA        | Yi-Silbenzeichen Nba   |
| U+A080 (41088) | ꂀ              | YI SYLLABLE NBAP       | Yi-Silbenzeichen Nbap  |
| U+A081 (41089) | ꂁ              | YI SYLLABLE NBOT       | Yi-Silbenzeichen Nbot  |
| U+A082 (41090) | ꂂ              | YI SYLLABLE NBOX       | Yi-Silbenzeichen Nbox  |
| U+A083 (41091) | ꂃ              | YI SYLLABLE NBO        | Yi-Silbenzeichen Nbo   |
| U+A084 (41092) | ꂄ              | YI SYLLABLE NBOP       | Yi-Silbenzeichen Nbop  |
| U+A085 (41093) | ꂅ              | YI SYLLABLE NBUT       | Yi-Silbenzeichen Nbut  |
| U+A086 (41094) | ꂆ              | YI SYLLABLE NBUX       | Yi-Silbenzeichen Nbux  |
| U+A087 (41095) | ꂇ              | YI SYLLABLE NBU        | Yi-Silbenzeichen Nbu   |
| U+A088 (41096) | ꂈ              | YI SYLLABLE NBUP       | Yi-Silbenzeichen Nbup  |
| U+A089 (41097) | ꂉ              | YI SYLLABLE NBURX      | Yi-Silbenzeichen Nburx |
| U+A08A (41098) | ꂊ              | YI SYLLABLE NBUR       | Yi-Silbenzeichen Nbur  |
| U+A08B (41099) | ꂋ              | YI SYLLABLE NBYT       | Yi-Silbenzeichen Nbyt  |
| U+A08C (41100) | ꂌ              | YI SYLLABLE NBYX       | Yi-Silbenzeichen Nbyx  |
| U+A08D (41101) | ꂍ              | YI SYLLABLE NBY        | Yi-Silbenzeichen Nby   |
| U+A08E (41102) | ꂎ              | YI SYLLABLE NBYP       | Yi-Silbenzeichen Nbyp  |
| U+A08F (41103) | ꂏ              | YI SYLLABLE NBYRX      | Yi-Silbenzeichen Nbyrx |
| U+A090 (41104) | ꂐ              | YI SYLLABLE NBYR       | Yi-Silbenzeichen Nbyr  |
| U+A091 (41105) | ꂑ              | YI SYLLABLE HMIT       | Yi-Silbenzeichen Hmit  |
| U+A092 (41106) | ꂒ              | YI SYLLABLE HMIX       | Yi-Silbenzeichen Hmix  |
| U+A093 (41107) | ꂓ              | YI SYLLABLE HMI        | Yi-Silbenzeichen Hmi   |
| U+A094 (41108) | ꂔ              | YI SYLLABLE HMIP       | Yi-Silbenzeichen Hmip  |
| U+A095 (41109) | ꂕ              | YI SYLLABLE HMIEX      | Yi-Silbenzeichen Hmiex |
| U+A096 (41110) | ꂖ              | YI SYLLABLE HMIE       | Yi-Silbenzeichen Hmie  |
| U+A097 (41111) | ꂗ              | YI SYLLABLE HMIEP      | Yi-Silbenzeichen Hmiep |
| U+A098 (41112) | ꂘ              | YI SYLLABLE HMAT       | Yi-Silbenzeichen Hmat  |
| U+A099 (41113) | ꂙ              | YI SYLLABLE HMAX       | Yi-Silbenzeichen Hmax  |
| U+A09A (41114) | ꂚ              | YI SYLLABLE HMA        | Yi-Silbenzeichen Hma   |
| U+A09B (41115) | ꂛ              | YI SYLLABLE HMAP       | Yi-Silbenzeichen Hmap  |
| U+A09C (41116) | ꂜ              | YI SYLLABLE HMUOX      | Yi-Silbenzeichen Hmuox |
| U+A09D (41117) | ꂝ              | YI SYLLABLE HMUO       | Yi-Silbenzeichen Hmuo  |
| U+A09E (41118) | ꂞ              | YI SYLLABLE HMUOP      | Yi-Silbenzeichen Hmuop |
| U+A09F (41119) | ꂟ              | YI SYLLABLE HMOT       | Yi-Silbenzeichen Hmot  |
| U+A0A0 (41120) | ꂠ              | YI SYLLABLE HMOX       | Yi-Silbenzeichen Hmox  |
| U+A0A1 (41121) | ꂡ              | YI SYLLABLE HMO        | Yi-Silbenzeichen Hmo   |
| U+A0A2 (41122) | ꂢ              | YI SYLLABLE HMOP       | Yi-Silbenzeichen Hmop  |
| U+A0A3 (41123) | ꂣ              | YI SYLLABLE HMUT       | Yi-Silbenzeichen Hmut  |
| U+A0A4 (41124) | ꂤ              | YI SYLLABLE HMUX       | Yi-Silbenzeichen Hmux  |
| U+A0A5 (41125) | ꂥ              | YI SYLLABLE HMU        | Yi-Silbenzeichen Hmu   |
| U+A0A6 (41126) | ꂦ              | YI SYLLABLE HMUP       | Yi-Silbenzeichen Hmup  |
| U+A0A7 (41127) | ꂧ              | YI SYLLABLE HMURX      | Yi-Silbenzeichen Hmurx |
| U+A0A8 (41128) | ꂨ              | YI SYLLABLE HMUR       | Yi-Silbenzeichen Hmur  |
| U+A0A9 (41129) | ꂩ              | YI SYLLABLE HMYX       | Yi-Silbenzeichen Hmyx  |
| U+A0AA (41130) | ꂪ              | YI SYLLABLE HMY        | Yi-Silbenzeichen Hmy   |
| U+A0AB (41131) | ꂫ              | YI SYLLABLE HMYP       | Yi-Silbenzeichen Hmyp  |
| U+A0AC (41132) | ꂬ              | YI SYLLABLE HMYRX      | Yi-Silbenzeichen Hmyrx |
| U+A0AD (41133) | ꂭ              | YI SYLLABLE HMYR       | Yi-Silbenzeichen Hmyr  |
| U+A0AE (41134) | ꂮ              | YI SYLLABLE MIT        | Yi-Silbenzeichen Mit   |
| U+A0AF (41135) | ꂯ              | YI SYLLABLE MIX        | Yi-Silbenzeichen Mix   |
| U+A0B0 (41136) | ꂰ              | YI SYLLABLE MI         | Yi-Silbenzeichen Mi    |
| U+A0B1 (41137) | ꂱ              | YI SYLLABLE MIP        | Yi-Silbenzeichen Mip   |
| U+A0B2 (41138) | ꂲ              | YI SYLLABLE MIEX       | Yi-Silbenzeichen Miex  |
| U+A0B3 (41139) | ꂳ              | YI SYLLABLE MIE        | Yi-Silbenzeichen Mie   |
| U+A0B4 (41140) | ꂴ              | YI SYLLABLE MIEP       | Yi-Silbenzeichen Miep  |
| U+A0B5 (41141) | ꂵ              | YI SYLLABLE MAT        | Yi-Silbenzeichen Mat   |
| U+A0B6 (41142) | ꂶ              | YI SYLLABLE MAX        | Yi-Silbenzeichen Max   |
| U+A0B7 (41143) | ꂷ              | YI SYLLABLE MA         | Yi-Silbenzeichen Ma    |
| U+A0B8 (41144) | ꂸ              | YI SYLLABLE MAP        | Yi-Silbenzeichen Map   |
| U+A0B9 (41145) | ꂹ              | YI SYLLABLE MUOT       | Yi-Silbenzeichen Muot  |
| U+A0BA (41146) | ꂺ              | YI SYLLABLE MUOX       | Yi-Silbenzeichen Muox  |
| U+A0BB (41147) | ꂻ              | YI SYLLABLE MUO        | Yi-Silbenzeichen Muo   |
| U+A0BC (41148) | ꂼ              | YI SYLLABLE MUOP       | Yi-Silbenzeichen Muop  |
| U+A0BD (41149) | ꂽ              | YI SYLLABLE MOT        | Yi-Silbenzeichen Mot   |
| U+A0BE (41150) | ꂾ              | YI SYLLABLE MOX        | Yi-Silbenzeichen Mox   |
| U+A0BF (41151) | ꂿ              | YI SYLLABLE MO         | Yi-Silbenzeichen Mo    |
| U+A0C0 (41152) | ꃀ              | YI SYLLABLE MOP        | Yi-Silbenzeichen Mop   |
| U+A0C1 (41153) | ꃁ              | YI SYLLABLE MEX        | Yi-Silbenzeichen Mex   |
| U+A0C2 (41154) | ꃂ              | YI SYLLABLE ME         | Yi-Silbenzeichen Me    |
| U+A0C3 (41155) | ꃃ              | YI SYLLABLE MUT        | Yi-Silbenzeichen Mut   |
| U+A0C4 (41156) | ꃄ              | YI SYLLABLE MUX        | Yi-Silbenzeichen Mux   |
| U+A0C5 (41157) | ꃅ              | YI SYLLABLE MU         | Yi-Silbenzeichen Mu    |
| U+A0C6 (41158) | ꃆ              | YI SYLLABLE MUP        | Yi-Silbenzeichen Mup   |
| U+A0C7 (41159) | ꃇ              | YI SYLLABLE MURX       | Yi-Silbenzeichen Murx  |
| U+A0C8 (41160) | ꃈ              | YI SYLLABLE MUR        | Yi-Silbenzeichen Mur   |
| U+A0C9 (41161) | ꃉ              | YI SYLLABLE MYT        | Yi-Silbenzeichen Myt   |
| U+A0CA (41162) | ꃊ              | YI SYLLABLE MYX        | Yi-Silbenzeichen Myx   |
| U+A0CB (41163) | ꃋ              | YI SYLLABLE MY         | Yi-Silbenzeichen My    |
| U+A0CC (41164) | ꃌ              | YI SYLLABLE MYP        | Yi-Silbenzeichen Myp   |
| U+A0CD (41165) | ꃍ              | YI SYLLABLE FIT        | Yi-Silbenzeichen Fit   |
| U+A0CE (41166) | ꃎ              | YI SYLLABLE FIX        | Yi-Silbenzeichen Fix   |
| U+A0CF (41167) | ꃏ              | YI SYLLABLE FI         | Yi-Silbenzeichen Fi    |
| U+A0D0 (41168) | ꃐ              | YI SYLLABLE FIP        | Yi-Silbenzeichen Fip   |
| U+A0D1 (41169) | ꃑ              | YI SYLLABLE FAT        | Yi-Silbenzeichen Fat   |
| U+A0D2 (41170) | ꃒ              | YI SYLLABLE FAX        | Yi-Silbenzeichen Fax   |
| U+A0D3 (41171) | ꃓ              | YI SYLLABLE FA         | Yi-Silbenzeichen Fa    |
| U+A0D4 (41172) | ꃔ              | YI SYLLABLE FAP        | Yi-Silbenzeichen Fap   |
| U+A0D5 (41173) | ꃕ              | YI SYLLABLE FOX        | Yi-Silbenzeichen Fox   |
| U+A0D6 (41174) | ꃖ              | YI SYLLABLE FO         | Yi-Silbenzeichen Fo    |
| U+A0D7 (41175) | ꃗ              | YI SYLLABLE FOP        | Yi-Silbenzeichen Fop   |
| U+A0D8 (41176) | ꃘ              | YI SYLLABLE FUT        | Yi-Silbenzeichen Fut   |
| U+A0D9 (41177) | ꃙ              | YI SYLLABLE FUX        | Yi-Silbenzeichen Fux   |
| U+A0DA (41178) | ꃚ              | YI SYLLABLE FU         | Yi-Silbenzeichen Fu    |
| U+A0DB (41179) | ꃛ              | YI SYLLABLE FUP        | Yi-Silbenzeichen Fup   |
| U+A0DC (41180) | ꃜ              | YI SYLLABLE FURX       | Yi-Silbenzeichen Furx  |
| U+A0DD (41181) | ꃝ              | YI SYLLABLE FUR        | Yi-Silbenzeichen Fur   |
| U+A0DE (41182) | ꃞ              | YI SYLLABLE FYT        | Yi-Silbenzeichen Fyt   |
| U+A0DF (41183) | ꃟ              | YI SYLLABLE FYX        | Yi-Silbenzeichen Fyx   |
| U+A0E0 (41184) | ꃠ              | YI SYLLABLE FY         | Yi-Silbenzeichen Fy    |
| U+A0E1 (41185) | ꃡ              | YI SYLLABLE FYP        | Yi-Silbenzeichen Fyp   |
| U+A0E2 (41186) | ꃢ              | YI SYLLABLE VIT        | Yi-Silbenzeichen Vit   |
| U+A0E3 (41187) | ꃣ              | YI SYLLABLE VIX        | Yi-Silbenzeichen Vix   |
| U+A0E4 (41188) | ꃤ              | YI SYLLABLE VI         | Yi-Silbenzeichen Vi    |
| U+A0E5 (41189) | ꃥ              | YI SYLLABLE VIP        | Yi-Silbenzeichen Vip   |
| U+A0E6 (41190) | ꃦ              | YI SYLLABLE VIET       | Yi-Silbenzeichen Viet  |
| U+A0E7 (41191) | ꃧ              | YI SYLLABLE VIEX       | Yi-Silbenzeichen Viex  |
| U+A0E8 (41192) | ꃨ              | YI SYLLABLE VIE        | Yi-Silbenzeichen Vie   |
| U+A0E9 (41193) | ꃩ              | YI SYLLABLE VIEP       | Yi-Silbenzeichen Viep  |
| U+A0EA (41194) | ꃪ              | YI SYLLABLE VAT        | Yi-Silbenzeichen Vat   |
| U+A0EB (41195) | ꃫ              | YI SYLLABLE VAX        | Yi-Silbenzeichen Vax   |
| U+A0EC (41196) | ꃬ              | YI SYLLABLE VA         | Yi-Silbenzeichen Va    |
| U+A0ED (41197) | ꃭ              | YI SYLLABLE VAP        | Yi-Silbenzeichen Vap   |
| U+A0EE (41198) | ꃮ              | YI SYLLABLE VOT        | Yi-Silbenzeichen Vot   |
| U+A0EF (41199) | ꃯ              | YI SYLLABLE VOX        | Yi-Silbenzeichen Vox   |
| U+A0F0 (41200) | ꃰ              | YI SYLLABLE VO         | Yi-Silbenzeichen Vo    |
| U+A0F1 (41201) | ꃱ              | YI SYLLABLE VOP        | Yi-Silbenzeichen Vop   |
| U+A0F2 (41202) | ꃲ              | YI SYLLABLE VEX        | Yi-Silbenzeichen Vex   |
| U+A0F3 (41203) | ꃳ              | YI SYLLABLE VEP        | Yi-Silbenzeichen Vep   |
| U+A0F4 (41204) | ꃴ              | YI SYLLABLE VUT        | Yi-Silbenzeichen Vut   |
| U+A0F5 (41205) | ꃵ              | YI SYLLABLE VUX        | Yi-Silbenzeichen Vux   |
| U+A0F6 (41206) | ꃶ              | YI SYLLABLE VU         | Yi-Silbenzeichen Vu    |
| U+A0F7 (41207) | ꃷ              | YI SYLLABLE VUP        | Yi-Silbenzeichen Vup   |
| U+A0F8 (41208) | ꃸ              | YI SYLLABLE VURX       | Yi-Silbenzeichen Vurx  |
| U+A0F9 (41209) | ꃹ              | YI SYLLABLE VUR        | Yi-Silbenzeichen Vur   |
| U+A0FA (41210) | ꃺ              | YI SYLLABLE VYT        | Yi-Silbenzeichen Vyt   |
| U+A0FB (41211) | ꃻ              | YI SYLLABLE VYX        | Yi-Silbenzeichen Vyx   |
| U+A0FC (41212) | ꃼ              | YI SYLLABLE VY         | Yi-Silbenzeichen Vy    |
| U+A0FD (41213) | ꃽ              | YI SYLLABLE VYP        | Yi-Silbenzeichen Vyp   |
| U+A0FE (41214) | ꃾ              | YI SYLLABLE VYRX       | Yi-Silbenzeichen Vyrx  |
| U+A0FF (41215) | ꃿ              | YI SYLLABLE VYR        | Yi-Silbenzeichen Vyr   |
| U+A100 (41216) | ꄀ              | YI SYLLABLE DIT        | Yi-Silbenzeichen Dit   |
| U+A101 (41217) | ꄁ              | YI SYLLABLE DIX        | Yi-Silbenzeichen Dix   |
| U+A102 (41218) | ꄂ              | YI SYLLABLE DI         | Yi-Silbenzeichen Di    |
| U+A103 (41219) | ꄃ              | YI SYLLABLE DIP        | Yi-Silbenzeichen Dip   |
| U+A104 (41220) | ꄄ              | YI SYLLABLE DIEX       | Yi-Silbenzeichen Diex  |
| U+A105 (41221) | ꄅ              | YI SYLLABLE DIE        | Yi-Silbenzeichen Die   |
| U+A106 (41222) | ꄆ              | YI SYLLABLE DIEP       | Yi-Silbenzeichen Diep  |
| U+A107 (41223) | ꄇ              | YI SYLLABLE DAT        | Yi-Silbenzeichen Dat   |
| U+A108 (41224) | ꄈ              | YI SYLLABLE DAX        | Yi-Silbenzeichen Dax   |
| U+A109 (41225) | ꄉ              | YI SYLLABLE DA         | Yi-Silbenzeichen Da    |
| U+A10A (41226) | ꄊ              | YI SYLLABLE DAP        | Yi-Silbenzeichen Dap   |
| U+A10B (41227) | ꄋ              | YI SYLLABLE DUOX       | Yi-Silbenzeichen Duox  |
| U+A10C (41228) | ꄌ              | YI SYLLABLE DUO        | Yi-Silbenzeichen Duo   |
| U+A10D (41229) | ꄍ              | YI SYLLABLE DOT        | Yi-Silbenzeichen Dot   |
| U+A10E (41230) | ꄎ              | YI SYLLABLE DOX        | Yi-Silbenzeichen Dox   |
| U+A10F (41231) | ꄏ              | YI SYLLABLE DO         | Yi-Silbenzeichen Do    |
| U+A110 (41232) | ꄐ              | YI SYLLABLE DOP        | Yi-Silbenzeichen Dop   |
| U+A111 (41233) | ꄑ              | YI SYLLABLE DEX        | Yi-Silbenzeichen Dex   |
| U+A112 (41234) | ꄒ              | YI SYLLABLE DE         | Yi-Silbenzeichen De    |
| U+A113 (41235) | ꄓ              | YI SYLLABLE DEP        | Yi-Silbenzeichen Dep   |
| U+A114 (41236) | ꄔ              | YI SYLLABLE DUT        | Yi-Silbenzeichen Dut   |
| U+A115 (41237) | ꄕ              | YI SYLLABLE DUX        | Yi-Silbenzeichen Dux   |
| U+A116 (41238) | ꄖ              | YI SYLLABLE DU         | Yi-Silbenzeichen Du    |
| U+A117 (41239) | ꄗ              | YI SYLLABLE DUP        | Yi-Silbenzeichen Dup   |
| U+A118 (41240) | ꄘ              | YI SYLLABLE DURX       | Yi-Silbenzeichen Durx  |
| U+A119 (41241) | ꄙ              | YI SYLLABLE DUR        | Yi-Silbenzeichen Dur   |
| U+A11A (41242) | ꄚ              | YI SYLLABLE TIT        | Yi-Silbenzeichen Tit   |
| U+A11B (41243) | ꄛ              | YI SYLLABLE TIX        | Yi-Silbenzeichen Tix   |
| U+A11C (41244) | ꄜ              | YI SYLLABLE TI         | Yi-Silbenzeichen Ti    |
| U+A11D (41245) | ꄝ              | YI SYLLABLE TIP        | Yi-Silbenzeichen Tip   |
| U+A11E (41246) | ꄞ              | YI SYLLABLE TIEX       | Yi-Silbenzeichen Tiex  |
| U+A11F (41247) | ꄟ              | YI SYLLABLE TIE        | Yi-Silbenzeichen Tie   |
| U+A120 (41248) | ꄠ              | YI SYLLABLE TIEP       | Yi-Silbenzeichen Tiep  |
| U+A121 (41249) | ꄡ              | YI SYLLABLE TAT        | Yi-Silbenzeichen Tat   |
| U+A122 (41250) | ꄢ              | YI SYLLABLE TAX        | Yi-Silbenzeichen Tax   |
| U+A123 (41251) | ꄣ              | YI SYLLABLE TA         | Yi-Silbenzeichen Ta    |
| U+A124 (41252) | ꄤ              | YI SYLLABLE TAP        | Yi-Silbenzeichen Tap   |
| U+A125 (41253) | ꄥ              | YI SYLLABLE TUOT       | Yi-Silbenzeichen Tuot  |
| U+A126 (41254) | ꄦ              | YI SYLLABLE TUOX       | Yi-Silbenzeichen Tuox  |
| U+A127 (41255) | ꄧ              | YI SYLLABLE TUO        | Yi-Silbenzeichen Tuo   |
| U+A128 (41256) | ꄨ              | YI SYLLABLE TUOP       | Yi-Silbenzeichen Tuop  |
| U+A129 (41257) | ꄩ              | YI SYLLABLE TOT        | Yi-Silbenzeichen Tot   |
| U+A12A (41258) | ꄪ              | YI SYLLABLE TOX        | Yi-Silbenzeichen Tox   |
| U+A12B (41259) | ꄫ              | YI SYLLABLE TO         | Yi-Silbenzeichen To    |
| U+A12C (41260) | ꄬ              | YI SYLLABLE TOP        | Yi-Silbenzeichen Top   |
| U+A12D (41261) | ꄭ              | YI SYLLABLE TEX        | Yi-Silbenzeichen Tex   |
| U+A12E (41262) | ꄮ              | YI SYLLABLE TE         | Yi-Silbenzeichen Te    |
| U+A12F (41263) | ꄯ              | YI SYLLABLE TEP        | Yi-Silbenzeichen Tep   |
| U+A130 (41264) | ꄰ              | YI SYLLABLE TUT        | Yi-Silbenzeichen Tut   |
| U+A131 (41265) | ꄱ              | YI SYLLABLE TUX        | Yi-Silbenzeichen Tux   |
| U+A132 (41266) | ꄲ              | YI SYLLABLE TU         | Yi-Silbenzeichen Tu    |
| U+A133 (41267) | ꄳ              | YI SYLLABLE TUP        | Yi-Silbenzeichen Tup   |
| U+A134 (41268) | ꄴ              | YI SYLLABLE TURX       | Yi-Silbenzeichen Turx  |
| U+A135 (41269) | ꄵ              | YI SYLLABLE TUR        | Yi-Silbenzeichen Tur   |
| U+A136 (41270) | ꄶ              | YI SYLLABLE DDIT       | Yi-Silbenzeichen Ddit  |
| U+A137 (41271) | ꄷ              | YI SYLLABLE DDIX       | Yi-Silbenzeichen Ddix  |
| U+A138 (41272) | ꄸ              | YI SYLLABLE DDI        | Yi-Silbenzeichen Ddi   |
| U+A139 (41273) | ꄹ              | YI SYLLABLE DDIP       | Yi-Silbenzeichen Ddip  |
| U+A13A (41274) | ꄺ              | YI SYLLABLE DDIEX      | Yi-Silbenzeichen Ddiex |
| U+A13B (41275) | ꄻ              | YI SYLLABLE DDIE       | Yi-Silbenzeichen Ddie  |
| U+A13C (41276) | ꄼ              | YI SYLLABLE DDIEP      | Yi-Silbenzeichen Ddiep |
| U+A13D (41277) | ꄽ              | YI SYLLABLE DDAT       | Yi-Silbenzeichen Ddat  |
| U+A13E (41278) | ꄾ              | YI SYLLABLE DDAX       | Yi-Silbenzeichen Ddax  |
| U+A13F (41279) | ꄿ              | YI SYLLABLE DDA        | Yi-Silbenzeichen Dda   |
| U+A140 (41280) | ꅀ              | YI SYLLABLE DDAP       | Yi-Silbenzeichen Ddap  |
| U+A141 (41281) | ꅁ              | YI SYLLABLE DDUOX      | Yi-Silbenzeichen Dduox |
| U+A142 (41282) | ꅂ              | YI SYLLABLE DDUO       | Yi-Silbenzeichen Dduo  |
| U+A143 (41283) | ꅃ              | YI SYLLABLE DDUOP      | Yi-Silbenzeichen Dduop |
| U+A144 (41284) | ꅄ              | YI SYLLABLE DDOT       | Yi-Silbenzeichen Ddot  |
| U+A145 (41285) | ꅅ              | YI SYLLABLE DDOX       | Yi-Silbenzeichen Ddox  |
| U+A146 (41286) | ꅆ              | YI SYLLABLE DDO        | Yi-Silbenzeichen Ddo   |
| U+A147 (41287) | ꅇ              | YI SYLLABLE DDOP       | Yi-Silbenzeichen Ddop  |
| U+A148 (41288) | ꅈ              | YI SYLLABLE DDEX       | Yi-Silbenzeichen Ddex  |
| U+A149 (41289) | ꅉ              | YI SYLLABLE DDE        | Yi-Silbenzeichen Dde   |
| U+A14A (41290) | ꅊ              | YI SYLLABLE DDEP       | Yi-Silbenzeichen Ddep  |
| U+A14B (41291) | ꅋ              | YI SYLLABLE DDUT       | Yi-Silbenzeichen Ddut  |
| U+A14C (41292) | ꅌ              | YI SYLLABLE DDUX       | Yi-Silbenzeichen Ddux  |
| U+A14D (41293) | ꅍ              | YI SYLLABLE DDU        | Yi-Silbenzeichen Ddu   |
| U+A14E (41294) | ꅎ              | YI SYLLABLE DDUP       | Yi-Silbenzeichen Ddup  |
| U+A14F (41295) | ꅏ              | YI SYLLABLE DDURX      | Yi-Silbenzeichen Ddurx |
| U+A150 (41296) | ꅐ              | YI SYLLABLE DDUR       | Yi-Silbenzeichen Ddur  |
| U+A151 (41297) | ꅑ              | YI SYLLABLE NDIT       | Yi-Silbenzeichen Ndit  |
| U+A152 (41298) | ꅒ              | YI SYLLABLE NDIX       | Yi-Silbenzeichen Ndix  |
| U+A153 (41299) | ꅓ              | YI SYLLABLE NDI        | Yi-Silbenzeichen Ndi   |
| U+A154 (41300) | ꅔ              | YI SYLLABLE NDIP       | Yi-Silbenzeichen Ndip  |
| U+A155 (41301) | ꅕ              | YI SYLLABLE NDIEX      | Yi-Silbenzeichen Ndiex |
| U+A156 (41302) | ꅖ              | YI SYLLABLE NDIE       | Yi-Silbenzeichen Ndie  |
| U+A157 (41303) | ꅗ              | YI SYLLABLE NDAT       | Yi-Silbenzeichen Ndat  |
| U+A158 (41304) | ꅘ              | YI SYLLABLE NDAX       | Yi-Silbenzeichen Ndax  |
| U+A159 (41305) | ꅙ              | YI SYLLABLE NDA        | Yi-Silbenzeichen Nda   |
| U+A15A (41306) | ꅚ              | YI SYLLABLE NDAP       | Yi-Silbenzeichen Ndap  |
| U+A15B (41307) | ꅛ              | YI SYLLABLE NDOT       | Yi-Silbenzeichen Ndot  |
| U+A15C (41308) | ꅜ              | YI SYLLABLE NDOX       | Yi-Silbenzeichen Ndox  |
| U+A15D (41309) | ꅝ              | YI SYLLABLE NDO        | Yi-Silbenzeichen Ndo   |
| U+A15E (41310) | ꅞ              | YI SYLLABLE NDOP       | Yi-Silbenzeichen Ndop  |
| U+A15F (41311) | ꅟ              | YI SYLLABLE NDEX       | Yi-Silbenzeichen Ndex  |
| U+A160 (41312) | ꅠ              | YI SYLLABLE NDE        | Yi-Silbenzeichen Nde   |
| U+A161 (41313) | ꅡ              | YI SYLLABLE NDEP       | Yi-Silbenzeichen Ndep  |
| U+A162 (41314) | ꅢ              | YI SYLLABLE NDUT       | Yi-Silbenzeichen Ndut  |
| U+A163 (41315) | ꅣ              | YI SYLLABLE NDUX       | Yi-Silbenzeichen Ndux  |
| U+A164 (41316) | ꅤ              | YI SYLLABLE NDU        | Yi-Silbenzeichen Ndu   |
| U+A165 (41317) | ꅥ              | YI SYLLABLE NDUP       | Yi-Silbenzeichen Ndup  |
| U+A166 (41318) | ꅦ              | YI SYLLABLE NDURX      | Yi-Silbenzeichen Ndurx |
| U+A167 (41319) | ꅧ              | YI SYLLABLE NDUR       | Yi-Silbenzeichen Ndur  |
| U+A168 (41320) | ꅨ              | YI SYLLABLE HNIT       | Yi-Silbenzeichen Hnit  |
| U+A169 (41321) | ꅩ              | YI SYLLABLE HNIX       | Yi-Silbenzeichen Hnix  |
| U+A16A (41322) | ꅪ              | YI SYLLABLE HNI        | Yi-Silbenzeichen Hni   |
| U+A16B (41323) | ꅫ              | YI SYLLABLE HNIP       | Yi-Silbenzeichen Hnip  |
| U+A16C (41324) | ꅬ              | YI SYLLABLE HNIET      | Yi-Silbenzeichen Hniet |
| U+A16D (41325) | ꅭ              | YI SYLLABLE HNIEX      | Yi-Silbenzeichen Hniex |
| U+A16E (41326) | ꅮ              | YI SYLLABLE HNIE       | Yi-Silbenzeichen Hnie  |
| U+A16F (41327) | ꅯ              | YI SYLLABLE HNIEP      | Yi-Silbenzeichen Hniep |
| U+A170 (41328) | ꅰ              | YI SYLLABLE HNAT       | Yi-Silbenzeichen Hnat  |
| U+A171 (41329) | ꅱ              | YI SYLLABLE HNAX       | Yi-Silbenzeichen Hnax  |
| U+A172 (41330) | ꅲ              | YI SYLLABLE HNA        | Yi-Silbenzeichen Hna   |
| U+A173 (41331) | ꅳ              | YI SYLLABLE HNAP       | Yi-Silbenzeichen Hnap  |
| U+A174 (41332) | ꅴ              | YI SYLLABLE HNUOX      | Yi-Silbenzeichen Hnuox |
| U+A175 (41333) | ꅵ              | YI SYLLABLE HNUO       | Yi-Silbenzeichen Hnuo  |
| U+A176 (41334) | ꅶ              | YI SYLLABLE HNOT       | Yi-Silbenzeichen Hnot  |
| U+A177 (41335) | ꅷ              | YI SYLLABLE HNOX       | Yi-Silbenzeichen Hnox  |
| U+A178 (41336) | ꅸ              | YI SYLLABLE HNOP       | Yi-Silbenzeichen Hnop  |
| U+A179 (41337) | ꅹ              | YI SYLLABLE HNEX       | Yi-Silbenzeichen Hnex  |
| U+A17A (41338) | ꅺ              | YI SYLLABLE HNE        | Yi-Silbenzeichen Hne   |
| U+A17B (41339) | ꅻ              | YI SYLLABLE HNEP       | Yi-Silbenzeichen Hnep  |
| U+A17C (41340) | ꅼ              | YI SYLLABLE HNUT       | Yi-Silbenzeichen Hnut  |
| U+A17D (41341) | ꅽ              | YI SYLLABLE NIT        | Yi-Silbenzeichen Nit   |
| U+A17E (41342) | ꅾ              | YI SYLLABLE NIX        | Yi-Silbenzeichen Nix   |
| U+A17F (41343) | ꅿ              | YI SYLLABLE NI         | Yi-Silbenzeichen Ni    |
| U+A180 (41344) | ꆀ              | YI SYLLABLE NIP        | Yi-Silbenzeichen Nip   |
| U+A181 (41345) | ꆁ              | YI SYLLABLE NIEX       | Yi-Silbenzeichen Niex  |
| U+A182 (41346) | ꆂ              | YI SYLLABLE NIE        | Yi-Silbenzeichen Nie   |
| U+A183 (41347) | ꆃ              | YI SYLLABLE NIEP       | Yi-Silbenzeichen Niep  |
| U+A184 (41348) | ꆄ              | YI SYLLABLE NAX        | Yi-Silbenzeichen Nax   |
| U+A185 (41349) | ꆅ              | YI SYLLABLE NA         | Yi-Silbenzeichen Na    |
| U+A186 (41350) | ꆆ              | YI SYLLABLE NAP        | Yi-Silbenzeichen Nap   |
| U+A187 (41351) | ꆇ              | YI SYLLABLE NUOX       | Yi-Silbenzeichen Nuox  |
| U+A188 (41352) | ꆈ              | YI SYLLABLE NUO        | Yi-Silbenzeichen Nuo   |
| U+A189 (41353) | ꆉ              | YI SYLLABLE NUOP       | Yi-Silbenzeichen Nuop  |
| U+A18A (41354) | ꆊ              | YI SYLLABLE NOT        | Yi-Silbenzeichen Not   |
| U+A18B (41355) | ꆋ              | YI SYLLABLE NOX        | Yi-Silbenzeichen Nox   |
| U+A18C (41356) | ꆌ              | YI SYLLABLE NO         | Yi-Silbenzeichen No    |
| U+A18D (41357) | ꆍ              | YI SYLLABLE NOP        | Yi-Silbenzeichen Nop   |
| U+A18E (41358) | ꆎ              | YI SYLLABLE NEX        | Yi-Silbenzeichen Nex   |
| U+A18F (41359) | ꆏ              | YI SYLLABLE NE         | Yi-Silbenzeichen Ne    |
| U+A190 (41360) | ꆐ              | YI SYLLABLE NEP        | Yi-Silbenzeichen Nep   |
| U+A191 (41361) | ꆑ              | YI SYLLABLE NUT        | Yi-Silbenzeichen Nut   |
| U+A192 (41362) | ꆒ              | YI SYLLABLE NUX        | Yi-Silbenzeichen Nux   |
| U+A193 (41363) | ꆓ              | YI SYLLABLE NU         | Yi-Silbenzeichen Nu    |
| U+A194 (41364) | ꆔ              | YI SYLLABLE NUP        | Yi-Silbenzeichen Nup   |
| U+A195 (41365) | ꆕ              | YI SYLLABLE NURX       | Yi-Silbenzeichen Nurx  |
| U+A196 (41366) | ꆖ              | YI SYLLABLE NUR        | Yi-Silbenzeichen Nur   |
| U+A197 (41367) | ꆗ              | YI SYLLABLE HLIT       | Yi-Silbenzeichen Hlit  |
| U+A198 (41368) | ꆘ              | YI SYLLABLE HLIX       | Yi-Silbenzeichen Hlix  |
| U+A199 (41369) | ꆙ              | YI SYLLABLE HLI        | Yi-Silbenzeichen Hli   |
| U+A19A (41370) | ꆚ              | YI SYLLABLE HLIP       | Yi-Silbenzeichen Hlip  |
| U+A19B (41371) | ꆛ              | YI SYLLABLE HLIEX      | Yi-Silbenzeichen Hliex |
| U+A19C (41372) | ꆜ              | YI SYLLABLE HLIE       | Yi-Silbenzeichen Hlie  |
| U+A19D (41373) | ꆝ              | YI SYLLABLE HLIEP      | Yi-Silbenzeichen Hliep |
| U+A19E (41374) | ꆞ              | YI SYLLABLE HLAT       | Yi-Silbenzeichen Hlat  |
| U+A19F (41375) | ꆟ              | YI SYLLABLE HLAX       | Yi-Silbenzeichen Hlax  |
| U+A1A0 (41376) | ꆠ              | YI SYLLABLE HLA        | Yi-Silbenzeichen Hla   |
| U+A1A1 (41377) | ꆡ              | YI SYLLABLE HLAP       | Yi-Silbenzeichen Hlap  |
| U+A1A2 (41378) | ꆢ              | YI SYLLABLE HLUOX      | Yi-Silbenzeichen Hluox |
| U+A1A3 (41379) | ꆣ              | YI SYLLABLE HLUO       | Yi-Silbenzeichen Hluo  |
| U+A1A4 (41380) | ꆤ              | YI SYLLABLE HLUOP      | Yi-Silbenzeichen Hluop |
| U+A1A5 (41381) | ꆥ              | YI SYLLABLE HLOX       | Yi-Silbenzeichen Hlox  |
| U+A1A6 (41382) | ꆦ              | YI SYLLABLE HLO        | Yi-Silbenzeichen Hlo   |
| U+A1A7 (41383) | ꆧ              | YI SYLLABLE HLOP       | Yi-Silbenzeichen Hlop  |
| U+A1A8 (41384) | ꆨ              | YI SYLLABLE HLEX       | Yi-Silbenzeichen Hlex  |
| U+A1A9 (41385) | ꆩ              | YI SYLLABLE HLE        | Yi-Silbenzeichen Hle   |
| U+A1AA (41386) | ꆪ              | YI SYLLABLE HLEP       | Yi-Silbenzeichen Hlep  |
| U+A1AB (41387) | ꆫ              | YI SYLLABLE HLUT       | Yi-Silbenzeichen Hlut  |
| U+A1AC (41388) | ꆬ              | YI SYLLABLE HLUX       | Yi-Silbenzeichen Hlux  |
| U+A1AD (41389) | ꆭ              | YI SYLLABLE HLU        | Yi-Silbenzeichen Hlu   |
| U+A1AE (41390) | ꆮ              | YI SYLLABLE HLUP       | Yi-Silbenzeichen Hlup  |
| U+A1AF (41391) | ꆯ              | YI SYLLABLE HLURX      | Yi-Silbenzeichen Hlurx |
| U+A1B0 (41392) | ꆰ              | YI SYLLABLE HLUR       | Yi-Silbenzeichen Hlur  |
| U+A1B1 (41393) | ꆱ              | YI SYLLABLE HLYT       | Yi-Silbenzeichen Hlyt  |
| U+A1B2 (41394) | ꆲ              | YI SYLLABLE HLYX       | Yi-Silbenzeichen Hlyx  |
| U+A1B3 (41395) | ꆳ              | YI SYLLABLE HLY        | Yi-Silbenzeichen Hly   |
| U+A1B4 (41396) | ꆴ              | YI SYLLABLE HLYP       | Yi-Silbenzeichen Hlyp  |
| U+A1B5 (41397) | ꆵ              | YI SYLLABLE HLYRX      | Yi-Silbenzeichen Hlyrx |
| U+A1B6 (41398) | ꆶ              | YI SYLLABLE HLYR       | Yi-Silbenzeichen Hlyr  |
| U+A1B7 (41399) | ꆷ              | YI SYLLABLE LIT        | Yi-Silbenzeichen Lit   |
| U+A1B8 (41400) | ꆸ              | YI SYLLABLE LIX        | Yi-Silbenzeichen Lix   |
| U+A1B9 (41401) | ꆹ              | YI SYLLABLE LI         | Yi-Silbenzeichen Li    |
| U+A1BA (41402) | ꆺ              | YI SYLLABLE LIP        | Yi-Silbenzeichen Lip   |
| U+A1BB (41403) | ꆻ              | YI SYLLABLE LIET       | Yi-Silbenzeichen Liet  |
| U+A1BC (41404) | ꆼ              | YI SYLLABLE LIEX       | Yi-Silbenzeichen Liex  |
| U+A1BD (41405) | ꆽ              | YI SYLLABLE LIE        | Yi-Silbenzeichen Lie   |
| U+A1BE (41406) | ꆾ              | YI SYLLABLE LIEP       | Yi-Silbenzeichen Liep  |
| U+A1BF (41407) | ꆿ              | YI SYLLABLE LAT        | Yi-Silbenzeichen Lat   |
| U+A1C0 (41408) | ꇀ              | YI SYLLABLE LAX        | Yi-Silbenzeichen Lax   |
| U+A1C1 (41409) | ꇁ              | YI SYLLABLE LA         | Yi-Silbenzeichen La    |
| U+A1C2 (41410) | ꇂ              | YI SYLLABLE LAP        | Yi-Silbenzeichen Lap   |
| U+A1C3 (41411) | ꇃ              | YI SYLLABLE LUOT       | Yi-Silbenzeichen Luot  |
| U+A1C4 (41412) | ꇄ              | YI SYLLABLE LUOX       | Yi-Silbenzeichen Luox  |
| U+A1C5 (41413) | ꇅ              | YI SYLLABLE LUO        | Yi-Silbenzeichen Luo   |
| U+A1C6 (41414) | ꇆ              | YI SYLLABLE LUOP       | Yi-Silbenzeichen Luop  |
| U+A1C7 (41415) | ꇇ              | YI SYLLABLE LOT        | Yi-Silbenzeichen Lot   |
| U+A1C8 (41416) | ꇈ              | YI SYLLABLE LOX        | Yi-Silbenzeichen Lox   |
| U+A1C9 (41417) | ꇉ              | YI SYLLABLE LO         | Yi-Silbenzeichen Lo    |
| U+A1CA (41418) | ꇊ              | YI SYLLABLE LOP        | Yi-Silbenzeichen Lop   |
| U+A1CB (41419) | ꇋ              | YI SYLLABLE LEX        | Yi-Silbenzeichen Lex   |
| U+A1CC (41420) | ꇌ              | YI SYLLABLE LE         | Yi-Silbenzeichen Le    |
| U+A1CD (41421) | ꇍ              | YI SYLLABLE LEP        | Yi-Silbenzeichen Lep   |
| U+A1CE (41422) | ꇎ              | YI SYLLABLE LUT        | Yi-Silbenzeichen Lut   |
| U+A1CF (41423) | ꇏ              | YI SYLLABLE LUX        | Yi-Silbenzeichen Lux   |
| U+A1D0 (41424) | ꇐ              | YI SYLLABLE LU         | Yi-Silbenzeichen Lu    |
| U+A1D1 (41425) | ꇑ              | YI SYLLABLE LUP        | Yi-Silbenzeichen Lup   |
| U+A1D2 (41426) | ꇒ              | YI SYLLABLE LURX       | Yi-Silbenzeichen Lurx  |
| U+A1D3 (41427) | ꇓ              | YI SYLLABLE LUR        | Yi-Silbenzeichen Lur   |
| U+A1D4 (41428) | ꇔ              | YI SYLLABLE LYT        | Yi-Silbenzeichen Lyt   |
| U+A1D5 (41429) | ꇕ              | YI SYLLABLE LYX        | Yi-Silbenzeichen Lyx   |
| U+A1D6 (41430) | ꇖ              | YI SYLLABLE LY         | Yi-Silbenzeichen Ly    |
| U+A1D7 (41431) | ꇗ              | YI SYLLABLE LYP        | Yi-Silbenzeichen Lyp   |
| U+A1D8 (41432) | ꇘ              | YI SYLLABLE LYRX       | Yi-Silbenzeichen Lyrx  |
| U+A1D9 (41433) | ꇙ              | YI SYLLABLE LYR        | Yi-Silbenzeichen Lyr   |
| U+A1DA (41434) | ꇚ              | YI SYLLABLE GIT        | Yi-Silbenzeichen Git   |
| U+A1DB (41435) | ꇛ              | YI SYLLABLE GIX        | Yi-Silbenzeichen Gix   |
| U+A1DC (41436) | ꇜ              | YI SYLLABLE GI         | Yi-Silbenzeichen Gi    |
| U+A1DD (41437) | ꇝ              | YI SYLLABLE GIP        | Yi-Silbenzeichen Gip   |
| U+A1DE (41438) | ꇞ              | YI SYLLABLE GIET       | Yi-Silbenzeichen Giet  |
| U+A1DF (41439) | ꇟ              | YI SYLLABLE GIEX       | Yi-Silbenzeichen Giex  |
| U+A1E0 (41440) | ꇠ              | YI SYLLABLE GIE        | Yi-Silbenzeichen Gie   |
| U+A1E1 (41441) | ꇡ              | YI SYLLABLE GIEP       | Yi-Silbenzeichen Giep  |
| U+A1E2 (41442) | ꇢ              | YI SYLLABLE GAT        | Yi-Silbenzeichen Gat   |
| U+A1E3 (41443) | ꇣ              | YI SYLLABLE GAX        | Yi-Silbenzeichen Gax   |
| U+A1E4 (41444) | ꇤ              | YI SYLLABLE GA         | Yi-Silbenzeichen Ga    |
| U+A1E5 (41445) | ꇥ              | YI SYLLABLE GAP        | Yi-Silbenzeichen Gap   |
| U+A1E6 (41446) | ꇦ              | YI SYLLABLE GUOT       | Yi-Silbenzeichen Guot  |
| U+A1E7 (41447) | ꇧ              | YI SYLLABLE GUOX       | Yi-Silbenzeichen Guox  |
| U+A1E8 (41448) | ꇨ              | YI SYLLABLE GUO        | Yi-Silbenzeichen Guo   |
| U+A1E9 (41449) | ꇩ              | YI SYLLABLE GUOP       | Yi-Silbenzeichen Guop  |
| U+A1EA (41450) | ꇪ              | YI SYLLABLE GOT        | Yi-Silbenzeichen Got   |
| U+A1EB (41451) | ꇫ              | YI SYLLABLE GOX        | Yi-Silbenzeichen Gox   |
| U+A1EC (41452) | ꇬ              | YI SYLLABLE GO         | Yi-Silbenzeichen Go    |
| U+A1ED (41453) | ꇭ              | YI SYLLABLE GOP        | Yi-Silbenzeichen Gop   |
| U+A1EE (41454) | ꇮ              | YI SYLLABLE GET        | Yi-Silbenzeichen Get   |
| U+A1EF (41455) | ꇯ              | YI SYLLABLE GEX        | Yi-Silbenzeichen Gex   |
| U+A1F0 (41456) | ꇰ              | YI SYLLABLE GE         | Yi-Silbenzeichen Ge    |
| U+A1F1 (41457) | ꇱ              | YI SYLLABLE GEP        | Yi-Silbenzeichen Gep   |
| U+A1F2 (41458) | ꇲ              | YI SYLLABLE GUT        | Yi-Silbenzeichen Gut   |
| U+A1F3 (41459) | ꇳ              | YI SYLLABLE GUX        | Yi-Silbenzeichen Gux   |
| U+A1F4 (41460) | ꇴ              | YI SYLLABLE GU         | Yi-Silbenzeichen Gu    |
| U+A1F5 (41461) | ꇵ              | YI SYLLABLE GUP        | Yi-Silbenzeichen Gup   |
| U+A1F6 (41462) | ꇶ              | YI SYLLABLE GURX       | Yi-Silbenzeichen Gurx  |
| U+A1F7 (41463) | ꇷ              | YI SYLLABLE GUR        | Yi-Silbenzeichen Gur   |
| U+A1F8 (41464) | ꇸ              | YI SYLLABLE KIT        | Yi-Silbenzeichen Kit   |
| U+A1F9 (41465) | ꇹ              | YI SYLLABLE KIX        | Yi-Silbenzeichen Kix   |
| U+A1FA (41466) | ꇺ              | YI SYLLABLE KI         | Yi-Silbenzeichen Ki    |
| U+A1FB (41467) | ꇻ              | YI SYLLABLE KIP        | Yi-Silbenzeichen Kip   |
| U+A1FC (41468) | ꇼ              | YI SYLLABLE KIEX       | Yi-Silbenzeichen Kiex  |
| U+A1FD (41469) | ꇽ              | YI SYLLABLE KIE        | Yi-Silbenzeichen Kie   |
| U+A1FE (41470) | ꇾ              | YI SYLLABLE KIEP       | Yi-Silbenzeichen Kiep  |
| U+A1FF (41471) | ꇿ              | YI SYLLABLE KAT        | Yi-Silbenzeichen Kat   |
| U+A200 (41472) | ꈀ              | YI SYLLABLE KAX        | Yi-Silbenzeichen Kax   |
| U+A201 (41473) | ꈁ              | YI SYLLABLE KA         | Yi-Silbenzeichen Ka    |
| U+A202 (41474) | ꈂ              | YI SYLLABLE KAP        | Yi-Silbenzeichen Kap   |
| U+A203 (41475) | ꈃ              | YI SYLLABLE KUOX       | Yi-Silbenzeichen Kuox  |
| U+A204 (41476) | ꈄ              | YI SYLLABLE KUO        | Yi-Silbenzeichen Kuo   |
| U+A205 (41477) | ꈅ              | YI SYLLABLE KUOP       | Yi-Silbenzeichen Kuop  |
| U+A206 (41478) | ꈆ              | YI SYLLABLE KOT        | Yi-Silbenzeichen Kot   |
| U+A207 (41479) | ꈇ              | YI SYLLABLE KOX        | Yi-Silbenzeichen Kox   |
| U+A208 (41480) | ꈈ              | YI SYLLABLE KO         | Yi-Silbenzeichen Ko    |
| U+A209 (41481) | ꈉ              | YI SYLLABLE KOP        | Yi-Silbenzeichen Kop   |
| U+A20A (41482) | ꈊ              | YI SYLLABLE KET        | Yi-Silbenzeichen Ket   |
| U+A20B (41483) | ꈋ              | YI SYLLABLE KEX        | Yi-Silbenzeichen Kex   |
| U+A20C (41484) | ꈌ              | YI SYLLABLE KE         | Yi-Silbenzeichen Ke    |
| U+A20D (41485) | ꈍ              | YI SYLLABLE KEP        | Yi-Silbenzeichen Kep   |
| U+A20E (41486) | ꈎ              | YI SYLLABLE KUT        | Yi-Silbenzeichen Kut   |
| U+A20F (41487) | ꈏ              | YI SYLLABLE KUX        | Yi-Silbenzeichen Kux   |
| U+A210 (41488) | ꈐ              | YI SYLLABLE KU         | Yi-Silbenzeichen Ku    |
| U+A211 (41489) | ꈑ              | YI SYLLABLE KUP        | Yi-Silbenzeichen Kup   |
| U+A212 (41490) | ꈒ              | YI SYLLABLE KURX       | Yi-Silbenzeichen Kurx  |
| U+A213 (41491) | ꈓ              | YI SYLLABLE KUR        | Yi-Silbenzeichen Kur   |
| U+A214 (41492) | ꈔ              | YI SYLLABLE GGIT       | Yi-Silbenzeichen Ggit  |
| U+A215 (41493) | ꈕ              | YI SYLLABLE GGIX       | Yi-Silbenzeichen Ggix  |
| U+A216 (41494) | ꈖ              | YI SYLLABLE GGI        | Yi-Silbenzeichen Ggi   |
| U+A217 (41495) | ꈗ              | YI SYLLABLE GGIEX      | Yi-Silbenzeichen Ggiex |
| U+A218 (41496) | ꈘ              | YI SYLLABLE GGIE       | Yi-Silbenzeichen Ggie  |
| U+A219 (41497) | ꈙ              | YI SYLLABLE GGIEP      | Yi-Silbenzeichen Ggiep |
| U+A21A (41498) | ꈚ              | YI SYLLABLE GGAT       | Yi-Silbenzeichen Ggat  |
| U+A21B (41499) | ꈛ              | YI SYLLABLE GGAX       | Yi-Silbenzeichen Ggax  |
| U+A21C (41500) | ꈜ              | YI SYLLABLE GGA        | Yi-Silbenzeichen Gga   |
| U+A21D (41501) | ꈝ              | YI SYLLABLE GGAP       | Yi-Silbenzeichen Ggap  |
| U+A21E (41502) | ꈞ              | YI SYLLABLE GGUOT      | Yi-Silbenzeichen Gguot |
| U+A21F (41503) | ꈟ              | YI SYLLABLE GGUOX      | Yi-Silbenzeichen Gguox |
| U+A220 (41504) | ꈠ              | YI SYLLABLE GGUO       | Yi-Silbenzeichen Gguo  |
| U+A221 (41505) | ꈡ              | YI SYLLABLE GGUOP      | Yi-Silbenzeichen Gguop |
| U+A222 (41506) | ꈢ              | YI SYLLABLE GGOT       | Yi-Silbenzeichen Ggot  |
| U+A223 (41507) | ꈣ              | YI SYLLABLE GGOX       | Yi-Silbenzeichen Ggox  |
| U+A224 (41508) | ꈤ              | YI SYLLABLE GGO        | Yi-Silbenzeichen Ggo   |
| U+A225 (41509) | ꈥ              | YI SYLLABLE GGOP       | Yi-Silbenzeichen Ggop  |
| U+A226 (41510) | ꈦ              | YI SYLLABLE GGET       | Yi-Silbenzeichen Gget  |
| U+A227 (41511) | ꈧ              | YI SYLLABLE GGEX       | Yi-Silbenzeichen Ggex  |
| U+A228 (41512) | ꈨ              | YI SYLLABLE GGE        | Yi-Silbenzeichen Gge   |
| U+A229 (41513) | ꈩ              | YI SYLLABLE GGEP       | Yi-Silbenzeichen Ggep  |
| U+A22A (41514) | ꈪ              | YI SYLLABLE GGUT       | Yi-Silbenzeichen Ggut  |
| U+A22B (41515) | ꈫ              | YI SYLLABLE GGUX       | Yi-Silbenzeichen Ggux  |
| U+A22C (41516) | ꈬ              | YI SYLLABLE GGU        | Yi-Silbenzeichen Ggu   |
| U+A22D (41517) | ꈭ              | YI SYLLABLE GGUP       | Yi-Silbenzeichen Ggup  |
| U+A22E (41518) | ꈮ              | YI SYLLABLE GGURX      | Yi-Silbenzeichen Ggurx |
| U+A22F (41519) | ꈯ              | YI SYLLABLE GGUR       | Yi-Silbenzeichen Ggur  |
| U+A230 (41520) | ꈰ              | YI SYLLABLE MGIEX      | Yi-Silbenzeichen Mgiex |
| U+A231 (41521) | ꈱ              | YI SYLLABLE MGIE       | Yi-Silbenzeichen Mgie  |
| U+A232 (41522) | ꈲ              | YI SYLLABLE MGAT       | Yi-Silbenzeichen Mgat  |
| U+A233 (41523) | ꈳ              | YI SYLLABLE MGAX       | Yi-Silbenzeichen Mgax  |
| U+A234 (41524) | ꈴ              | YI SYLLABLE MGA        | Yi-Silbenzeichen Mga   |
| U+A235 (41525) | ꈵ              | YI SYLLABLE MGAP       | Yi-Silbenzeichen Mgap  |
| U+A236 (41526) | ꈶ              | YI SYLLABLE MGUOX      | Yi-Silbenzeichen Mguox |
| U+A237 (41527) | ꈷ              | YI SYLLABLE MGUO       | Yi-Silbenzeichen Mguo  |
| U+A238 (41528) | ꈸ              | YI SYLLABLE MGUOP      | Yi-Silbenzeichen Mguop |
| U+A239 (41529) | ꈹ              | YI SYLLABLE MGOT       | Yi-Silbenzeichen Mgot  |
| U+A23A (41530) | ꈺ              | YI SYLLABLE MGOX       | Yi-Silbenzeichen Mgox  |
| U+A23B (41531) | ꈻ              | YI SYLLABLE MGO        | Yi-Silbenzeichen Mgo   |
| U+A23C (41532) | ꈼ              | YI SYLLABLE MGOP       | Yi-Silbenzeichen Mgop  |
| U+A23D (41533) | ꈽ              | YI SYLLABLE MGEX       | Yi-Silbenzeichen Mgex  |
| U+A23E (41534) | ꈾ              | YI SYLLABLE MGE        | Yi-Silbenzeichen Mge   |
| U+A23F (41535) | ꈿ              | YI SYLLABLE MGEP       | Yi-Silbenzeichen Mgep  |
| U+A240 (41536) | ꉀ              | YI SYLLABLE MGUT       | Yi-Silbenzeichen Mgut  |
| U+A241 (41537) | ꉁ              | YI SYLLABLE MGUX       | Yi-Silbenzeichen Mgux  |
| U+A242 (41538) | ꉂ              | YI SYLLABLE MGU        | Yi-Silbenzeichen Mgu   |
| U+A243 (41539) | ꉃ              | YI SYLLABLE MGUP       | Yi-Silbenzeichen Mgup  |
| U+A244 (41540) | ꉄ              | YI SYLLABLE MGURX      | Yi-Silbenzeichen Mgurx |
| U+A245 (41541) | ꉅ              | YI SYLLABLE MGUR       | Yi-Silbenzeichen Mgur  |
| U+A246 (41542) | ꉆ              | YI SYLLABLE HXIT       | Yi-Silbenzeichen Hxit  |
| U+A247 (41543) | ꉇ              | YI SYLLABLE HXIX       | Yi-Silbenzeichen Hxix  |
| U+A248 (41544) | ꉈ              | YI SYLLABLE HXI        | Yi-Silbenzeichen Hxi   |
| U+A249 (41545) | ꉉ              | YI SYLLABLE HXIP       | Yi-Silbenzeichen Hxip  |
| U+A24A (41546) | ꉊ              | YI SYLLABLE HXIET      | Yi-Silbenzeichen Hxiet |
| U+A24B (41547) | ꉋ              | YI SYLLABLE HXIEX      | Yi-Silbenzeichen Hxiex |
| U+A24C (41548) | ꉌ              | YI SYLLABLE HXIE       | Yi-Silbenzeichen Hxie  |
| U+A24D (41549) | ꉍ              | YI SYLLABLE HXIEP      | Yi-Silbenzeichen Hxiep |
| U+A24E (41550) | ꉎ              | YI SYLLABLE HXAT       | Yi-Silbenzeichen Hxat  |
| U+A24F (41551) | ꉏ              | YI SYLLABLE HXAX       | Yi-Silbenzeichen Hxax  |
| U+A250 (41552) | ꉐ              | YI SYLLABLE HXA        | Yi-Silbenzeichen Hxa   |
| U+A251 (41553) | ꉑ              | YI SYLLABLE HXAP       | Yi-Silbenzeichen Hxap  |
| U+A252 (41554) | ꉒ              | YI SYLLABLE HXUOT      | Yi-Silbenzeichen Hxuot |
| U+A253 (41555) | ꉓ              | YI SYLLABLE HXUOX      | Yi-Silbenzeichen Hxuox |
| U+A254 (41556) | ꉔ              | YI SYLLABLE HXUO       | Yi-Silbenzeichen Hxuo  |
| U+A255 (41557) | ꉕ              | YI SYLLABLE HXUOP      | Yi-Silbenzeichen Hxuop |
| U+A256 (41558) | ꉖ              | YI SYLLABLE HXOT       | Yi-Silbenzeichen Hxot  |
| U+A257 (41559) | ꉗ              | YI SYLLABLE HXOX       | Yi-Silbenzeichen Hxox  |
| U+A258 (41560) | ꉘ              | YI SYLLABLE HXO        | Yi-Silbenzeichen Hxo   |
| U+A259 (41561) | ꉙ              | YI SYLLABLE HXOP       | Yi-Silbenzeichen Hxop  |
| U+A25A (41562) | ꉚ              | YI SYLLABLE HXEX       | Yi-Silbenzeichen Hxex  |
| U+A25B (41563) | ꉛ              | YI SYLLABLE HXE        | Yi-Silbenzeichen Hxe   |
| U+A25C (41564) | ꉜ              | YI SYLLABLE HXEP       | Yi-Silbenzeichen Hxep  |
| U+A25D (41565) | ꉝ              | YI SYLLABLE NGIEX      | Yi-Silbenzeichen Ngiex |
| U+A25E (41566) | ꉞ              | YI SYLLABLE NGIE       | Yi-Silbenzeichen Ngie  |
| U+A25F (41567) | ꉟ              | YI SYLLABLE NGIEP      | Yi-Silbenzeichen Ngiep |
| U+A260 (41568) | ꉠ              | YI SYLLABLE NGAT       | Yi-Silbenzeichen Ngat  |
| U+A261 (41569) | ꉡ              | YI SYLLABLE NGAX       | Yi-Silbenzeichen Ngax  |
| U+A262 (41570) | ꉢ              | YI SYLLABLE NGA        | Yi-Silbenzeichen Nga   |
| U+A263 (41571) | ꉣ              | YI SYLLABLE NGAP       | Yi-Silbenzeichen Ngap  |
| U+A264 (41572) | ꉤ              | YI SYLLABLE NGUOT      | Yi-Silbenzeichen Nguot |
| U+A265 (41573) | ꉥ              | YI SYLLABLE NGUOX      | Yi-Silbenzeichen Nguox |
| U+A266 (41574) | ꉦ              | YI SYLLABLE NGUO       | Yi-Silbenzeichen Nguo  |
| U+A267 (41575) | ꉧ              | YI SYLLABLE NGOT       | Yi-Silbenzeichen Ngot  |
| U+A268 (41576) | ꉨ              | YI SYLLABLE NGOX       | Yi-Silbenzeichen Ngox  |
| U+A269 (41577) | ꉩ              | YI SYLLABLE NGO        | Yi-Silbenzeichen Ngo   |
| U+A26A (41578) | ꉪ              | YI SYLLABLE NGOP       | Yi-Silbenzeichen Ngop  |
| U+A26B (41579) | ꉫ              | YI SYLLABLE NGEX       | Yi-Silbenzeichen Ngex  |
| U+A26C (41580) | ꉬ              | YI SYLLABLE NGE        | Yi-Silbenzeichen Nge   |
| U+A26D (41581) | ꉭ              | YI SYLLABLE NGEP       | Yi-Silbenzeichen Ngep  |
| U+A26E (41582) | ꉮ              | YI SYLLABLE HIT        | Yi-Silbenzeichen Hit   |
| U+A26F (41583) | ꉯ              | YI SYLLABLE HIEX       | Yi-Silbenzeichen Hiex  |
| U+A270 (41584) | ꉰ              | YI SYLLABLE HIE        | Yi-Silbenzeichen Hie   |
| U+A271 (41585) | ꉱ              | YI SYLLABLE HAT        | Yi-Silbenzeichen Hat   |
| U+A272 (41586) | ꉲ              | YI SYLLABLE HAX        | Yi-Silbenzeichen Hax   |
| U+A273 (41587) | ꉳ              | YI SYLLABLE HA         | Yi-Silbenzeichen Ha    |
| U+A274 (41588) | ꉴ              | YI SYLLABLE HAP        | Yi-Silbenzeichen Hap   |
| U+A275 (41589) | ꉵ              | YI SYLLABLE HUOT       | Yi-Silbenzeichen Huot  |
| U+A276 (41590) | ꉶ              | YI SYLLABLE HUOX       | Yi-Silbenzeichen Huox  |
| U+A277 (41591) | ꉷ              | YI SYLLABLE HUO        | Yi-Silbenzeichen Huo   |
| U+A278 (41592) | ꉸ              | YI SYLLABLE HUOP       | Yi-Silbenzeichen Huop  |
| U+A279 (41593) | ꉹ              | YI SYLLABLE HOT        | Yi-Silbenzeichen Hot   |
| U+A27A (41594) | ꉺ              | YI SYLLABLE HOX        | Yi-Silbenzeichen Hox   |
| U+A27B (41595) | ꉻ              | YI SYLLABLE HO         | Yi-Silbenzeichen Ho    |
| U+A27C (41596) | ꉼ              | YI SYLLABLE HOP        | Yi-Silbenzeichen Hop   |
| U+A27D (41597) | ꉽ              | YI SYLLABLE HEX        | Yi-Silbenzeichen Hex   |
| U+A27E (41598) | ꉾ              | YI SYLLABLE HE         | Yi-Silbenzeichen He    |
| U+A27F (41599) | ꉿ              | YI SYLLABLE HEP        | Yi-Silbenzeichen Hep   |
| U+A280 (41600) | ꊀ              | YI SYLLABLE WAT        | Yi-Silbenzeichen Wat   |
| U+A281 (41601) | ꊁ              | YI SYLLABLE WAX        | Yi-Silbenzeichen Wax   |
| U+A282 (41602) | ꊂ              | YI SYLLABLE WA         | Yi-Silbenzeichen Wa    |
| U+A283 (41603) | ꊃ              | YI SYLLABLE WAP        | Yi-Silbenzeichen Wap   |
| U+A284 (41604) | ꊄ              | YI SYLLABLE WUOX       | Yi-Silbenzeichen Wuox  |
| U+A285 (41605) | ꊅ              | YI SYLLABLE WUO        | Yi-Silbenzeichen Wuo   |
| U+A286 (41606) | ꊆ              | YI SYLLABLE WUOP       | Yi-Silbenzeichen Wuop  |
| U+A287 (41607) | ꊇ              | YI SYLLABLE WOX        | Yi-Silbenzeichen Wox   |
| U+A288 (41608) | ꊈ              | YI SYLLABLE WO         | Yi-Silbenzeichen Wo    |
| U+A289 (41609) | ꊉ              | YI SYLLABLE WOP        | Yi-Silbenzeichen Wop   |
| U+A28A (41610) | ꊊ              | YI SYLLABLE WEX        | Yi-Silbenzeichen Wex   |
| U+A28B (41611) | ꊋ              | YI SYLLABLE WE         | Yi-Silbenzeichen We    |
| U+A28C (41612) | ꊌ              | YI SYLLABLE WEP        | Yi-Silbenzeichen Wep   |
| U+A28D (41613) | ꊍ              | YI SYLLABLE ZIT        | Yi-Silbenzeichen Zit   |
| U+A28E (41614) | ꊎ              | YI SYLLABLE ZIX        | Yi-Silbenzeichen Zix   |
| U+A28F (41615) | ꊏ              | YI SYLLABLE ZI         | Yi-Silbenzeichen Zi    |
| U+A290 (41616) | ꊐ              | YI SYLLABLE ZIP        | Yi-Silbenzeichen Zip   |
| U+A291 (41617) | ꊑ              | YI SYLLABLE ZIEX       | Yi-Silbenzeichen Ziex  |
| U+A292 (41618) | ꊒ              | YI SYLLABLE ZIE        | Yi-Silbenzeichen Zie   |
| U+A293 (41619) | ꊓ              | YI SYLLABLE ZIEP       | Yi-Silbenzeichen Ziep  |
| U+A294 (41620) | ꊔ              | YI SYLLABLE ZAT        | Yi-Silbenzeichen Zat   |
| U+A295 (41621) | ꊕ              | YI SYLLABLE ZAX        | Yi-Silbenzeichen Zax   |
| U+A296 (41622) | ꊖ              | YI SYLLABLE ZA         | Yi-Silbenzeichen Za    |
| U+A297 (41623) | ꊗ              | YI SYLLABLE ZAP        | Yi-Silbenzeichen Zap   |
| U+A298 (41624) | ꊘ              | YI SYLLABLE ZUOX       | Yi-Silbenzeichen Zuox  |
| U+A299 (41625) | ꊙ              | YI SYLLABLE ZUO        | Yi-Silbenzeichen Zuo   |
| U+A29A (41626) | ꊚ              | YI SYLLABLE ZUOP       | Yi-Silbenzeichen Zuop  |
| U+A29B (41627) | ꊛ              | YI SYLLABLE ZOT        | Yi-Silbenzeichen Zot   |
| U+A29C (41628) | ꊜ              | YI SYLLABLE ZOX        | Yi-Silbenzeichen Zox   |
| U+A29D (41629) | ꊝ              | YI SYLLABLE ZO         | Yi-Silbenzeichen Zo    |
| U+A29E (41630) | ꊞ              | YI SYLLABLE ZOP        | Yi-Silbenzeichen Zop   |
| U+A29F (41631) | ꊟ              | YI SYLLABLE ZEX        | Yi-Silbenzeichen Zex   |
| U+A2A0 (41632) | ꊠ              | YI SYLLABLE ZE         | Yi-Silbenzeichen Ze    |
| U+A2A1 (41633) | ꊡ              | YI SYLLABLE ZEP        | Yi-Silbenzeichen Zep   |
| U+A2A2 (41634) | ꊢ              | YI SYLLABLE ZUT        | Yi-Silbenzeichen Zut   |
| U+A2A3 (41635) | ꊣ              | YI SYLLABLE ZUX        | Yi-Silbenzeichen Zux   |
| U+A2A4 (41636) | ꊤ              | YI SYLLABLE ZU         | Yi-Silbenzeichen Zu    |
| U+A2A5 (41637) | ꊥ              | YI SYLLABLE ZUP        | Yi-Silbenzeichen Zup   |
| U+A2A6 (41638) | ꊦ              | YI SYLLABLE ZURX       | Yi-Silbenzeichen Zurx  |
| U+A2A7 (41639) | ꊧ              | YI SYLLABLE ZUR        | Yi-Silbenzeichen Zur   |
| U+A2A8 (41640) | ꊨ              | YI SYLLABLE ZYT        | Yi-Silbenzeichen Zyt   |
| U+A2A9 (41641) | ꊩ              | YI SYLLABLE ZYX        | Yi-Silbenzeichen Zyx   |
| U+A2AA (41642) | ꊪ              | YI SYLLABLE ZY         | Yi-Silbenzeichen Zy    |
| U+A2AB (41643) | ꊫ              | YI SYLLABLE ZYP        | Yi-Silbenzeichen Zyp   |
| U+A2AC (41644) | ꊬ              | YI SYLLABLE ZYRX       | Yi-Silbenzeichen Zyrx  |
| U+A2AD (41645) | ꊭ              | YI SYLLABLE ZYR        | Yi-Silbenzeichen Zyr   |
| U+A2AE (41646) | ꊮ              | YI SYLLABLE CIT        | Yi-Silbenzeichen Cit   |
| U+A2AF (41647) | ꊯ              | YI SYLLABLE CIX        | Yi-Silbenzeichen Cix   |
| U+A2B0 (41648) | ꊰ              | YI SYLLABLE CI         | Yi-Silbenzeichen Ci    |
| U+A2B1 (41649) | ꊱ              | YI SYLLABLE CIP        | Yi-Silbenzeichen Cip   |
| U+A2B2 (41650) | ꊲ              | YI SYLLABLE CIET       | Yi-Silbenzeichen Ciet  |
| U+A2B3 (41651) | ꊳ              | YI SYLLABLE CIEX       | Yi-Silbenzeichen Ciex  |
| U+A2B4 (41652) | ꊴ              | YI SYLLABLE CIE        | Yi-Silbenzeichen Cie   |
| U+A2B5 (41653) | ꊵ              | YI SYLLABLE CIEP       | Yi-Silbenzeichen Ciep  |
| U+A2B6 (41654) | ꊶ              | YI SYLLABLE CAT        | Yi-Silbenzeichen Cat   |
| U+A2B7 (41655) | ꊷ              | YI SYLLABLE CAX        | Yi-Silbenzeichen Cax   |
| U+A2B8 (41656) | ꊸ              | YI SYLLABLE CA         | Yi-Silbenzeichen Ca    |
| U+A2B9 (41657) | ꊹ              | YI SYLLABLE CAP        | Yi-Silbenzeichen Cap   |
| U+A2BA (41658) | ꊺ              | YI SYLLABLE CUOX       | Yi-Silbenzeichen Cuox  |
| U+A2BB (41659) | ꊻ              | YI SYLLABLE CUO        | Yi-Silbenzeichen Cuo   |
| U+A2BC (41660) | ꊼ              | YI SYLLABLE CUOP       | Yi-Silbenzeichen Cuop  |
| U+A2BD (41661) | ꊽ              | YI SYLLABLE COT        | Yi-Silbenzeichen Cot   |
| U+A2BE (41662) | ꊾ              | YI SYLLABLE COX        | Yi-Silbenzeichen Cox   |
| U+A2BF (41663) | ꊿ              | YI SYLLABLE CO         | Yi-Silbenzeichen Co    |
| U+A2C0 (41664) | ꋀ              | YI SYLLABLE COP        | Yi-Silbenzeichen Cop   |
| U+A2C1 (41665) | ꋁ              | YI SYLLABLE CEX        | Yi-Silbenzeichen Cex   |
| U+A2C2 (41666) | ꋂ              | YI SYLLABLE CE         | Yi-Silbenzeichen Ce    |
| U+A2C3 (41667) | ꋃ              | YI SYLLABLE CEP        | Yi-Silbenzeichen Cep   |
| U+A2C4 (41668) | ꋄ              | YI SYLLABLE CUT        | Yi-Silbenzeichen Cut   |
| U+A2C5 (41669) | ꋅ              | YI SYLLABLE CUX        | Yi-Silbenzeichen Cux   |
| U+A2C6 (41670) | ꋆ              | YI SYLLABLE CU         | Yi-Silbenzeichen Cu    |
| U+A2C7 (41671) | ꋇ              | YI SYLLABLE CUP        | Yi-Silbenzeichen Cup   |
| U+A2C8 (41672) | ꋈ              | YI SYLLABLE CURX       | Yi-Silbenzeichen Curx  |
| U+A2C9 (41673) | ꋉ              | YI SYLLABLE CUR        | Yi-Silbenzeichen Cur   |
| U+A2CA (41674) | ꋊ              | YI SYLLABLE CYT        | Yi-Silbenzeichen Cyt   |
| U+A2CB (41675) | ꋋ              | YI SYLLABLE CYX        | Yi-Silbenzeichen Cyx   |
| U+A2CC (41676) | ꋌ              | YI SYLLABLE CY         | Yi-Silbenzeichen Cy    |
| U+A2CD (41677) | ꋍ              | YI SYLLABLE CYP        | Yi-Silbenzeichen Cyp   |
| U+A2CE (41678) | ꋎ              | YI SYLLABLE CYRX       | Yi-Silbenzeichen Cyrx  |
| U+A2CF (41679) | ꋏ              | YI SYLLABLE CYR        | Yi-Silbenzeichen Cyr   |
| U+A2D0 (41680) | ꋐ              | YI SYLLABLE ZZIT       | Yi-Silbenzeichen Zzit  |
| U+A2D1 (41681) | ꋑ              | YI SYLLABLE ZZIX       | Yi-Silbenzeichen Zzix  |
| U+A2D2 (41682) | ꋒ              | YI SYLLABLE ZZI        | Yi-Silbenzeichen Zzi   |
| U+A2D3 (41683) | ꋓ              | YI SYLLABLE ZZIP       | Yi-Silbenzeichen Zzip  |
| U+A2D4 (41684) | ꋔ              | YI SYLLABLE ZZIET      | Yi-Silbenzeichen Zziet |
| U+A2D5 (41685) | ꋕ              | YI SYLLABLE ZZIEX      | Yi-Silbenzeichen Zziex |
| U+A2D6 (41686) | ꋖ              | YI SYLLABLE ZZIE       | Yi-Silbenzeichen Zzie  |
| U+A2D7 (41687) | ꋗ              | YI SYLLABLE ZZIEP      | Yi-Silbenzeichen Zziep |
| U+A2D8 (41688) | ꋘ              | YI SYLLABLE ZZAT       | Yi-Silbenzeichen Zzat  |
| U+A2D9 (41689) | ꋙ              | YI SYLLABLE ZZAX       | Yi-Silbenzeichen Zzax  |
| U+A2DA (41690) | ꋚ              | YI SYLLABLE ZZA        | Yi-Silbenzeichen Zza   |
| U+A2DB (41691) | ꋛ              | YI SYLLABLE ZZAP       | Yi-Silbenzeichen Zzap  |
| U+A2DC (41692) | ꋜ              | YI SYLLABLE ZZOX       | Yi-Silbenzeichen Zzox  |
| U+A2DD (41693) | ꋝ              | YI SYLLABLE ZZO        | Yi-Silbenzeichen Zzo   |
| U+A2DE (41694) | ꋞ              | YI SYLLABLE ZZOP       | Yi-Silbenzeichen Zzop  |
| U+A2DF (41695) | ꋟ              | YI SYLLABLE ZZEX       | Yi-Silbenzeichen Zzex  |
| U+A2E0 (41696) | ꋠ              | YI SYLLABLE ZZE        | Yi-Silbenzeichen Zze   |
| U+A2E1 (41697) | ꋡ              | YI SYLLABLE ZZEP       | Yi-Silbenzeichen Zzep  |
| U+A2E2 (41698) | ꋢ              | YI SYLLABLE ZZUX       | Yi-Silbenzeichen Zzux  |
| U+A2E3 (41699) | ꋣ              | YI SYLLABLE ZZU        | Yi-Silbenzeichen Zzu   |
| U+A2E4 (41700) | ꋤ              | YI SYLLABLE ZZUP       | Yi-Silbenzeichen Zzup  |
| U+A2E5 (41701) | ꋥ              | YI SYLLABLE ZZURX      | Yi-Silbenzeichen Zzurx |
| U+A2E6 (41702) | ꋦ              | YI SYLLABLE ZZUR       | Yi-Silbenzeichen Zzur  |
| U+A2E7 (41703) | ꋧ              | YI SYLLABLE ZZYT       | Yi-Silbenzeichen Zzyt  |
| U+A2E8 (41704) | ꋨ              | YI SYLLABLE ZZYX       | Yi-Silbenzeichen Zzyx  |
| U+A2E9 (41705) | ꋩ              | YI SYLLABLE ZZY        | Yi-Silbenzeichen Zzy   |
| U+A2EA (41706) | ꋪ              | YI SYLLABLE ZZYP       | Yi-Silbenzeichen Zzyp  |
| U+A2EB (41707) | ꋫ              | YI SYLLABLE ZZYRX      | Yi-Silbenzeichen Zzyrx |
| U+A2EC (41708) | ꋬ              | YI SYLLABLE ZZYR       | Yi-Silbenzeichen Zzyr  |
| U+A2ED (41709) | ꋭ              | YI SYLLABLE NZIT       | Yi-Silbenzeichen Nzit  |
| U+A2EE (41710) | ꋮ              | YI SYLLABLE NZIX       | Yi-Silbenzeichen Nzix  |
| U+A2EF (41711) | ꋯ              | YI SYLLABLE NZI        | Yi-Silbenzeichen Nzi   |
| U+A2F0 (41712) | ꋰ              | YI SYLLABLE NZIP       | Yi-Silbenzeichen Nzip  |
| U+A2F1 (41713) | ꋱ              | YI SYLLABLE NZIEX      | Yi-Silbenzeichen Nziex |
| U+A2F2 (41714) | ꋲ              | YI SYLLABLE NZIE       | Yi-Silbenzeichen Nzie  |
| U+A2F3 (41715) | ꋳ              | YI SYLLABLE NZIEP      | Yi-Silbenzeichen Nziep |
| U+A2F4 (41716) | ꋴ              | YI SYLLABLE NZAT       | Yi-Silbenzeichen Nzat  |
| U+A2F5 (41717) | ꋵ              | YI SYLLABLE NZAX       | Yi-Silbenzeichen Nzax  |
| U+A2F6 (41718) | ꋶ              | YI SYLLABLE NZA        | Yi-Silbenzeichen Nza   |
| U+A2F7 (41719) | ꋷ              | YI SYLLABLE NZAP       | Yi-Silbenzeichen Nzap  |
| U+A2F8 (41720) | ꋸ              | YI SYLLABLE NZUOX      | Yi-Silbenzeichen Nzuox |
| U+A2F9 (41721) | ꋹ              | YI SYLLABLE NZUO       | Yi-Silbenzeichen Nzuo  |
| U+A2FA (41722) | ꋺ              | YI SYLLABLE NZOX       | Yi-Silbenzeichen Nzox  |
| U+A2FB (41723) | ꋻ              | YI SYLLABLE NZOP       | Yi-Silbenzeichen Nzop  |
| U+A2FC (41724) | ꋼ              | YI SYLLABLE NZEX       | Yi-Silbenzeichen Nzex  |
| U+A2FD (41725) | ꋽ              | YI SYLLABLE NZE        | Yi-Silbenzeichen Nze   |
| U+A2FE (41726) | ꋾ              | YI SYLLABLE NZUX       | Yi-Silbenzeichen Nzux  |
| U+A2FF (41727) | ꋿ              | YI SYLLABLE NZU        | Yi-Silbenzeichen Nzu   |
| U+A300 (41728) | ꌀ              | YI SYLLABLE NZUP       | Yi-Silbenzeichen Nzup  |
| U+A301 (41729) | ꌁ              | YI SYLLABLE NZURX      | Yi-Silbenzeichen Nzurx |
| U+A302 (41730) | ꌂ              | YI SYLLABLE NZUR       | Yi-Silbenzeichen Nzur  |
| U+A303 (41731) | ꌃ              | YI SYLLABLE NZYT       | Yi-Silbenzeichen Nzyt  |
| U+A304 (41732) | ꌄ              | YI SYLLABLE NZYX       | Yi-Silbenzeichen Nzyx  |
| U+A305 (41733) | ꌅ              | YI SYLLABLE NZY        | Yi-Silbenzeichen Nzy   |
| U+A306 (41734) | ꌆ              | YI SYLLABLE NZYP       | Yi-Silbenzeichen Nzyp  |
| U+A307 (41735) | ꌇ              | YI SYLLABLE NZYRX      | Yi-Silbenzeichen Nzyrx |
| U+A308 (41736) | ꌈ              | YI SYLLABLE NZYR       | Yi-Silbenzeichen Nzyr  |
| U+A309 (41737) | ꌉ              | YI SYLLABLE SIT        | Yi-Silbenzeichen Sit   |
| U+A30A (41738) | ꌊ              | YI SYLLABLE SIX        | Yi-Silbenzeichen Six   |
| U+A30B (41739) | ꌋ              | YI SYLLABLE SI         | Yi-Silbenzeichen Si    |
| U+A30C (41740) | ꌌ              | YI SYLLABLE SIP        | Yi-Silbenzeichen Sip   |
| U+A30D (41741) | ꌍ              | YI SYLLABLE SIEX       | Yi-Silbenzeichen Siex  |
| U+A30E (41742) | ꌎ              | YI SYLLABLE SIE        | Yi-Silbenzeichen Sie   |
| U+A30F (41743) | ꌏ              | YI SYLLABLE SIEP       | Yi-Silbenzeichen Siep  |
| U+A310 (41744) | ꌐ              | YI SYLLABLE SAT        | Yi-Silbenzeichen Sat   |
| U+A311 (41745) | ꌑ              | YI SYLLABLE SAX        | Yi-Silbenzeichen Sax   |
| U+A312 (41746) | ꌒ              | YI SYLLABLE SA         | Yi-Silbenzeichen Sa    |
| U+A313 (41747) | ꌓ              | YI SYLLABLE SAP        | Yi-Silbenzeichen Sap   |
| U+A314 (41748) | ꌔ              | YI SYLLABLE SUOX       | Yi-Silbenzeichen Suox  |
| U+A315 (41749) | ꌕ              | YI SYLLABLE SUO        | Yi-Silbenzeichen Suo   |
| U+A316 (41750) | ꌖ              | YI SYLLABLE SUOP       | Yi-Silbenzeichen Suop  |
| U+A317 (41751) | ꌗ              | YI SYLLABLE SOT        | Yi-Silbenzeichen Sot   |
| U+A318 (41752) | ꌘ              | YI SYLLABLE SOX        | Yi-Silbenzeichen Sox   |
| U+A319 (41753) | ꌙ              | YI SYLLABLE SO         | Yi-Silbenzeichen So    |
| U+A31A (41754) | ꌚ              | YI SYLLABLE SOP        | Yi-Silbenzeichen Sop   |
| U+A31B (41755) | ꌛ              | YI SYLLABLE SEX        | Yi-Silbenzeichen Sex   |
| U+A31C (41756) | ꌜ              | YI SYLLABLE SE         | Yi-Silbenzeichen Se    |
| U+A31D (41757) | ꌝ              | YI SYLLABLE SEP        | Yi-Silbenzeichen Sep   |
| U+A31E (41758) | ꌞ              | YI SYLLABLE SUT        | Yi-Silbenzeichen Sut   |
| U+A31F (41759) | ꌟ              | YI SYLLABLE SUX        | Yi-Silbenzeichen Sux   |
| U+A320 (41760) | ꌠ              | YI SYLLABLE SU         | Yi-Silbenzeichen Su    |
| U+A321 (41761) | ꌡ              | YI SYLLABLE SUP        | Yi-Silbenzeichen Sup   |
| U+A322 (41762) | ꌢ              | YI SYLLABLE SURX       | Yi-Silbenzeichen Surx  |
| U+A323 (41763) | ꌣ              | YI SYLLABLE SUR        | Yi-Silbenzeichen Sur   |
| U+A324 (41764) | ꌤ              | YI SYLLABLE SYT        | Yi-Silbenzeichen Syt   |
| U+A325 (41765) | ꌥ              | YI SYLLABLE SYX        | Yi-Silbenzeichen Syx   |
| U+A326 (41766) | ꌦ              | YI SYLLABLE SY         | Yi-Silbenzeichen Sy    |
| U+A327 (41767) | ꌧ              | YI SYLLABLE SYP        | Yi-Silbenzeichen Syp   |
| U+A328 (41768) | ꌨ              | YI SYLLABLE SYRX       | Yi-Silbenzeichen Syrx  |
| U+A329 (41769) | ꌩ              | YI SYLLABLE SYR        | Yi-Silbenzeichen Syr   |
| U+A32A (41770) | ꌪ              | YI SYLLABLE SSIT       | Yi-Silbenzeichen Ssit  |
| U+A32B (41771) | ꌫ              | YI SYLLABLE SSIX       | Yi-Silbenzeichen Ssix  |
| U+A32C (41772) | ꌬ              | YI SYLLABLE SSI        | Yi-Silbenzeichen Ssi   |
| U+A32D (41773) | ꌭ              | YI SYLLABLE SSIP       | Yi-Silbenzeichen Ssip  |
| U+A32E (41774) | ꌮ              | YI SYLLABLE SSIEX      | Yi-Silbenzeichen Ssiex |
| U+A32F (41775) | ꌯ              | YI SYLLABLE SSIE       | Yi-Silbenzeichen Ssie  |
| U+A330 (41776) | ꌰ              | YI SYLLABLE SSIEP      | Yi-Silbenzeichen Ssiep |
| U+A331 (41777) | ꌱ              | YI SYLLABLE SSAT       | Yi-Silbenzeichen Ssat  |
| U+A332 (41778) | ꌲ              | YI SYLLABLE SSAX       | Yi-Silbenzeichen Ssax  |
| U+A333 (41779) | ꌳ              | YI SYLLABLE SSA        | Yi-Silbenzeichen Ssa   |
| U+A334 (41780) | ꌴ              | YI SYLLABLE SSAP       | Yi-Silbenzeichen Ssap  |
| U+A335 (41781) | ꌵ              | YI SYLLABLE SSOT       | Yi-Silbenzeichen Ssot  |
| U+A336 (41782) | ꌶ              | YI SYLLABLE SSOX       | Yi-Silbenzeichen Ssox  |
| U+A337 (41783) | ꌷ              | YI SYLLABLE SSO        | Yi-Silbenzeichen Sso   |
| U+A338 (41784) | ꌸ              | YI SYLLABLE SSOP       | Yi-Silbenzeichen Ssop  |
| U+A339 (41785) | ꌹ              | YI SYLLABLE SSEX       | Yi-Silbenzeichen Ssex  |
| U+A33A (41786) | ꌺ              | YI SYLLABLE SSE        | Yi-Silbenzeichen Sse   |
| U+A33B (41787) | ꌻ              | YI SYLLABLE SSEP       | Yi-Silbenzeichen Ssep  |
| U+A33C (41788) | ꌼ              | YI SYLLABLE SSUT       | Yi-Silbenzeichen Ssut  |
| U+A33D (41789) | ꌽ              | YI SYLLABLE SSUX       | Yi-Silbenzeichen Ssux  |
| U+A33E (41790) | ꌾ              | YI SYLLABLE SSU        | Yi-Silbenzeichen Ssu   |
| U+A33F (41791) | ꌿ              | YI SYLLABLE SSUP       | Yi-Silbenzeichen Ssup  |
| U+A340 (41792) | ꍀ              | YI SYLLABLE SSYT       | Yi-Silbenzeichen Ssyt  |
| U+A341 (41793) | ꍁ              | YI SYLLABLE SSYX       | Yi-Silbenzeichen Ssyx  |
| U+A342 (41794) | ꍂ              | YI SYLLABLE SSY        | Yi-Silbenzeichen Ssy   |
| U+A343 (41795) | ꍃ              | YI SYLLABLE SSYP       | Yi-Silbenzeichen Ssyp  |
| U+A344 (41796) | ꍄ              | YI SYLLABLE SSYRX      | Yi-Silbenzeichen Ssyrx |
| U+A345 (41797) | ꍅ              | YI SYLLABLE SSYR       | Yi-Silbenzeichen Ssyr  |
| U+A346 (41798) | ꍆ              | YI SYLLABLE ZHAT       | Yi-Silbenzeichen Zhat  |
| U+A347 (41799) | ꍇ              | YI SYLLABLE ZHAX       | Yi-Silbenzeichen Zhax  |
| U+A348 (41800) | ꍈ              | YI SYLLABLE ZHA        | Yi-Silbenzeichen Zha   |
| U+A349 (41801) | ꍉ              | YI SYLLABLE ZHAP       | Yi-Silbenzeichen Zhap  |
| U+A34A (41802) | ꍊ              | YI SYLLABLE ZHUOX      | Yi-Silbenzeichen Zhuox |
| U+A34B (41803) | ꍋ              | YI SYLLABLE ZHUO       | Yi-Silbenzeichen Zhuo  |
| U+A34C (41804) | ꍌ              | YI SYLLABLE ZHUOP      | Yi-Silbenzeichen Zhuop |
| U+A34D (41805) | ꍍ              | YI SYLLABLE ZHOT       | Yi-Silbenzeichen Zhot  |
| U+A34E (41806) | ꍎ              | YI SYLLABLE ZHOX       | Yi-Silbenzeichen Zhox  |
| U+A34F (41807) | ꍏ              | YI SYLLABLE ZHO        | Yi-Silbenzeichen Zho   |
| U+A350 (41808) | ꍐ              | YI SYLLABLE ZHOP       | Yi-Silbenzeichen Zhop  |
| U+A351 (41809) | ꍑ              | YI SYLLABLE ZHET       | Yi-Silbenzeichen Zhet  |
| U+A352 (41810) | ꍒ              | YI SYLLABLE ZHEX       | Yi-Silbenzeichen Zhex  |
| U+A353 (41811) | ꍓ              | YI SYLLABLE ZHE        | Yi-Silbenzeichen Zhe   |
| U+A354 (41812) | ꍔ              | YI SYLLABLE ZHEP       | Yi-Silbenzeichen Zhep  |
| U+A355 (41813) | ꍕ              | YI SYLLABLE ZHUT       | Yi-Silbenzeichen Zhut  |
| U+A356 (41814) | ꍖ              | YI SYLLABLE ZHUX       | Yi-Silbenzeichen Zhux  |
| U+A357 (41815) | ꍗ              | YI SYLLABLE ZHU        | Yi-Silbenzeichen Zhu   |
| U+A358 (41816) | ꍘ              | YI SYLLABLE ZHUP       | Yi-Silbenzeichen Zhup  |
| U+A359 (41817) | ꍙ              | YI SYLLABLE ZHURX      | Yi-Silbenzeichen Zhurx |
| U+A35A (41818) | ꍚ              | YI SYLLABLE ZHUR       | Yi-Silbenzeichen Zhur  |
| U+A35B (41819) | ꍛ              | YI SYLLABLE ZHYT       | Yi-Silbenzeichen Zhyt  |
| U+A35C (41820) | ꍜ              | YI SYLLABLE ZHYX       | Yi-Silbenzeichen Zhyx  |
| U+A35D (41821) | ꍝ              | YI SYLLABLE ZHY        | Yi-Silbenzeichen Zhy   |
| U+A35E (41822) | ꍞ              | YI SYLLABLE ZHYP       | Yi-Silbenzeichen Zhyp  |
| U+A35F (41823) | ꍟ              | YI SYLLABLE ZHYRX      | Yi-Silbenzeichen Zhyrx |
| U+A360 (41824) | ꍠ              | YI SYLLABLE ZHYR       | Yi-Silbenzeichen Zhyr  |
| U+A361 (41825) | ꍡ              | YI SYLLABLE CHAT       | Yi-Silbenzeichen Chat  |
| U+A362 (41826) | ꍢ              | YI SYLLABLE CHAX       | Yi-Silbenzeichen Chax  |
| U+A363 (41827) | ꍣ              | YI SYLLABLE CHA        | Yi-Silbenzeichen Cha   |
| U+A364 (41828) | ꍤ              | YI SYLLABLE CHAP       | Yi-Silbenzeichen Chap  |
| U+A365 (41829) | ꍥ              | YI SYLLABLE CHUOT      | Yi-Silbenzeichen Chuot |
| U+A366 (41830) | ꍦ              | YI SYLLABLE CHUOX      | Yi-Silbenzeichen Chuox |
| U+A367 (41831) | ꍧ              | YI SYLLABLE CHUO       | Yi-Silbenzeichen Chuo  |
| U+A368 (41832) | ꍨ              | YI SYLLABLE CHUOP      | Yi-Silbenzeichen Chuop |
| U+A369 (41833) | ꍩ              | YI SYLLABLE CHOT       | Yi-Silbenzeichen Chot  |
| U+A36A (41834) | ꍪ              | YI SYLLABLE CHOX       | Yi-Silbenzeichen Chox  |
| U+A36B (41835) | ꍫ              | YI SYLLABLE CHO        | Yi-Silbenzeichen Cho   |
| U+A36C (41836) | ꍬ              | YI SYLLABLE CHOP       | Yi-Silbenzeichen Chop  |
| U+A36D (41837) | ꍭ              | YI SYLLABLE CHET       | Yi-Silbenzeichen Chet  |
| U+A36E (41838) | ꍮ              | YI SYLLABLE CHEX       | Yi-Silbenzeichen Chex  |
| U+A36F (41839) | ꍯ              | YI SYLLABLE CHE        | Yi-Silbenzeichen Che   |
| U+A370 (41840) | ꍰ              | YI SYLLABLE CHEP       | Yi-Silbenzeichen Chep  |
| U+A371 (41841) | ꍱ              | YI SYLLABLE CHUX       | Yi-Silbenzeichen Chux  |
| U+A372 (41842) | ꍲ              | YI SYLLABLE CHU        | Yi-Silbenzeichen Chu   |
| U+A373 (41843) | ꍳ              | YI SYLLABLE CHUP       | Yi-Silbenzeichen Chup  |
| U+A374 (41844) | ꍴ              | YI SYLLABLE CHURX      | Yi-Silbenzeichen Churx |
| U+A375 (41845) | ꍵ              | YI SYLLABLE CHUR       | Yi-Silbenzeichen Chur  |
| U+A376 (41846) | ꍶ              | YI SYLLABLE CHYT       | Yi-Silbenzeichen Chyt  |
| U+A377 (41847) | ꍷ              | YI SYLLABLE CHYX       | Yi-Silbenzeichen Chyx  |
| U+A378 (41848) | ꍸ              | YI SYLLABLE CHY        | Yi-Silbenzeichen Chy   |
| U+A379 (41849) | ꍹ              | YI SYLLABLE CHYP       | Yi-Silbenzeichen Chyp  |
| U+A37A (41850) | ꍺ              | YI SYLLABLE CHYRX      | Yi-Silbenzeichen Chyrx |
| U+A37B (41851) | ꍻ              | YI SYLLABLE CHYR       | Yi-Silbenzeichen Chyr  |
| U+A37C (41852) | ꍼ              | YI SYLLABLE RRAX       | Yi-Silbenzeichen Rrax  |
| U+A37D (41853) | ꍽ              | YI SYLLABLE RRA        | Yi-Silbenzeichen Rra   |
| U+A37E (41854) | ꍾ              | YI SYLLABLE RRUOX      | Yi-Silbenzeichen Rruox |
| U+A37F (41855) | ꍿ              | YI SYLLABLE RRUO       | Yi-Silbenzeichen Rruo  |
| U+A380 (41856) | ꎀ              | YI SYLLABLE RROT       | Yi-Silbenzeichen Rrot  |
| U+A381 (41857) | ꎁ              | YI SYLLABLE RROX       | Yi-Silbenzeichen Rrox  |
| U+A382 (41858) | ꎂ              | YI SYLLABLE RRO        | Yi-Silbenzeichen Rro   |
| U+A383 (41859) | ꎃ              | YI SYLLABLE RROP       | Yi-Silbenzeichen Rrop  |
| U+A384 (41860) | ꎄ              | YI SYLLABLE RRET       | Yi-Silbenzeichen Rret  |
| U+A385 (41861) | ꎅ              | YI SYLLABLE RREX       | Yi-Silbenzeichen Rrex  |
| U+A386 (41862) | ꎆ              | YI SYLLABLE RRE        | Yi-Silbenzeichen Rre   |
| U+A387 (41863) | ꎇ              | YI SYLLABLE RREP       | Yi-Silbenzeichen Rrep  |
| U+A388 (41864) | ꎈ              | YI SYLLABLE RRUT       | Yi-Silbenzeichen Rrut  |
| U+A389 (41865) | ꎉ              | YI SYLLABLE RRUX       | Yi-Silbenzeichen Rrux  |
| U+A38A (41866) | ꎊ              | YI SYLLABLE RRU        | Yi-Silbenzeichen Rru   |
| U+A38B (41867) | ꎋ              | YI SYLLABLE RRUP       | Yi-Silbenzeichen Rrup  |
| U+A38C (41868) | ꎌ              | YI SYLLABLE RRURX      | Yi-Silbenzeichen Rrurx |
| U+A38D (41869) | ꎍ              | YI SYLLABLE RRUR       | Yi-Silbenzeichen Rrur  |
| U+A38E (41870) | ꎎ              | YI SYLLABLE RRYT       | Yi-Silbenzeichen Rryt  |
| U+A38F (41871) | ꎏ              | YI SYLLABLE RRYX       | Yi-Silbenzeichen Rryx  |
| U+A390 (41872) | ꎐ              | YI SYLLABLE RRY        | Yi-Silbenzeichen Rry   |
| U+A391 (41873) | ꎑ              | YI SYLLABLE RRYP       | Yi-Silbenzeichen Rryp  |
| U+A392 (41874) | ꎒ              | YI SYLLABLE RRYRX      | Yi-Silbenzeichen Rryrx |
| U+A393 (41875) | ꎓ              | YI SYLLABLE RRYR       | Yi-Silbenzeichen Rryr  |
| U+A394 (41876) | ꎔ              | YI SYLLABLE NRAT       | Yi-Silbenzeichen Nrat  |
| U+A395 (41877) | ꎕ              | YI SYLLABLE NRAX       | Yi-Silbenzeichen Nrax  |
| U+A396 (41878) | ꎖ              | YI SYLLABLE NRA        | Yi-Silbenzeichen Nra   |
| U+A397 (41879) | ꎗ              | YI SYLLABLE NRAP       | Yi-Silbenzeichen Nrap  |
| U+A398 (41880) | ꎘ              | YI SYLLABLE NROX       | Yi-Silbenzeichen Nrox  |
| U+A399 (41881) | ꎙ              | YI SYLLABLE NRO        | Yi-Silbenzeichen Nro   |
| U+A39A (41882) | ꎚ              | YI SYLLABLE NROP       | Yi-Silbenzeichen Nrop  |
| U+A39B (41883) | ꎛ              | YI SYLLABLE NRET       | Yi-Silbenzeichen Nret  |
| U+A39C (41884) | ꎜ              | YI SYLLABLE NREX       | Yi-Silbenzeichen Nrex  |
| U+A39D (41885) | ꎝ              | YI SYLLABLE NRE        | Yi-Silbenzeichen Nre   |
| U+A39E (41886) | ꎞ              | YI SYLLABLE NREP       | Yi-Silbenzeichen Nrep  |
| U+A39F (41887) | ꎟ              | YI SYLLABLE NRUT       | Yi-Silbenzeichen Nrut  |
| U+A3A0 (41888) | ꎠ              | YI SYLLABLE NRUX       | Yi-Silbenzeichen Nrux  |
| U+A3A1 (41889) | ꎡ              | YI SYLLABLE NRU        | Yi-Silbenzeichen Nru   |
| U+A3A2 (41890) | ꎢ              | YI SYLLABLE NRUP       | Yi-Silbenzeichen Nrup  |
| U+A3A3 (41891) | ꎣ              | YI SYLLABLE NRURX      | Yi-Silbenzeichen Nrurx |
| U+A3A4 (41892) | ꎤ              | YI SYLLABLE NRUR       | Yi-Silbenzeichen Nrur  |
| U+A3A5 (41893) | ꎥ              | YI SYLLABLE NRYT       | Yi-Silbenzeichen Nryt  |
| U+A3A6 (41894) | ꎦ              | YI SYLLABLE NRYX       | Yi-Silbenzeichen Nryx  |
| U+A3A7 (41895) | ꎧ              | YI SYLLABLE NRY        | Yi-Silbenzeichen Nry   |
| U+A3A8 (41896) | ꎨ              | YI SYLLABLE NRYP       | Yi-Silbenzeichen Nrap  |
| U+A3A9 (41897) | ꎩ              | YI SYLLABLE NRYRX      | Yi-Silbenzeichen Nryrx |
| U+A3AA (41898) | ꎪ              | YI SYLLABLE NRYR       | Yi-Silbenzeichen Nryr  |
| U+A3AB (41899) | ꎫ              | YI SYLLABLE SHAT       | Yi-Silbenzeichen Shat  |
| U+A3AC (41900) | ꎬ              | YI SYLLABLE SHAX       | Yi-Silbenzeichen Shax  |
| U+A3AD (41901) | ꎭ              | YI SYLLABLE SHA        | Yi-Silbenzeichen Sha   |
| U+A3AE (41902) | ꎮ              | YI SYLLABLE SHAP       | Yi-Silbenzeichen Shap  |
| U+A3AF (41903) | ꎯ              | YI SYLLABLE SHUOX      | Yi-Silbenzeichen Shuox |
| U+A3B0 (41904) | ꎰ              | YI SYLLABLE SHUO       | Yi-Silbenzeichen Shuo  |
| U+A3B1 (41905) | ꎱ              | YI SYLLABLE SHUOP      | Yi-Silbenzeichen Shuop |
| U+A3B2 (41906) | ꎲ              | YI SYLLABLE SHOT       | Yi-Silbenzeichen Shot  |
| U+A3B3 (41907) | ꎳ              | YI SYLLABLE SHOX       | Yi-Silbenzeichen Shox  |
| U+A3B4 (41908) | ꎴ              | YI SYLLABLE SHO        | Yi-Silbenzeichen Sho   |
| U+A3B5 (41909) | ꎵ              | YI SYLLABLE SHOP       | Yi-Silbenzeichen Shop  |
| U+A3B6 (41910) | ꎶ              | YI SYLLABLE SHET       | Yi-Silbenzeichen Shet  |
| U+A3B7 (41911) | ꎷ              | YI SYLLABLE SHEX       | Yi-Silbenzeichen Shex  |
| U+A3B8 (41912) | ꎸ              | YI SYLLABLE SHE        | Yi-Silbenzeichen She   |
| U+A3B9 (41913) | ꎹ              | YI SYLLABLE SHEP       | Yi-Silbenzeichen Shep  |
| U+A3BA (41914) | ꎺ              | YI SYLLABLE SHUT       | Yi-Silbenzeichen Shut  |
| U+A3BB (41915) | ꎻ              | YI SYLLABLE SHUX       | Yi-Silbenzeichen Shux  |
| U+A3BC (41916) | ꎼ              | YI SYLLABLE SHU        | Yi-Silbenzeichen Shu   |
| U+A3BD (41917) | ꎽ              | YI SYLLABLE SHUP       | Yi-Silbenzeichen Shup  |
| U+A3BE (41918) | ꎾ              | YI SYLLABLE SHURX      | Yi-Silbenzeichen Shurx |
| U+A3BF (41919) | ꎿ              | YI SYLLABLE SHUR       | Yi-Silbenzeichen Shur  |
| U+A3C0 (41920) | ꏀ              | YI SYLLABLE SHYT       | Yi-Silbenzeichen Shyt  |
| U+A3C1 (41921) | ꏁ              | YI SYLLABLE SHYX       | Yi-Silbenzeichen Shyx  |
| U+A3C2 (41922) | ꏂ              | YI SYLLABLE SHY        | Yi-Silbenzeichen Shy   |
| U+A3C3 (41923) | ꏃ              | YI SYLLABLE SHYP       | Yi-Silbenzeichen Shyp  |
| U+A3C4 (41924) | ꏄ              | YI SYLLABLE SHYRX      | Yi-Silbenzeichen Shyrx |
| U+A3C5 (41925) | ꏅ              | YI SYLLABLE SHYR       | Yi-Silbenzeichen Shyr  |
| U+A3C6 (41926) | ꏆ              | YI SYLLABLE RAT        | Yi-Silbenzeichen Rat   |
| U+A3C7 (41927) | ꏇ              | YI SYLLABLE RAX        | Yi-Silbenzeichen Rax   |
| U+A3C8 (41928) | ꏈ              | YI SYLLABLE RA         | Yi-Silbenzeichen Ra    |
| U+A3C9 (41929) | ꏉ              | YI SYLLABLE RAP        | Yi-Silbenzeichen Rap   |
| U+A3CA (41930) | ꏊ              | YI SYLLABLE RUOX       | Yi-Silbenzeichen Ruox  |
| U+A3CB (41931) | ꏋ              | YI SYLLABLE RUO        | Yi-Silbenzeichen Ruo   |
| U+A3CC (41932) | ꏌ              | YI SYLLABLE RUOP       | Yi-Silbenzeichen Ruop  |
| U+A3CD (41933) | ꏍ              | YI SYLLABLE ROT        | Yi-Silbenzeichen Rot   |
| U+A3CE (41934) | ꏎ              | YI SYLLABLE ROX        | Yi-Silbenzeichen Rox   |
| U+A3CF (41935) | ꏏ              | YI SYLLABLE RO         | Yi-Silbenzeichen Ro    |
| U+A3D0 (41936) | ꏐ              | YI SYLLABLE ROP        | Yi-Silbenzeichen Rop   |
| U+A3D1 (41937) | ꏑ              | YI SYLLABLE REX        | Yi-Silbenzeichen Rex   |
| U+A3D2 (41938) | ꏒ              | YI SYLLABLE RE         | Yi-Silbenzeichen Re    |
| U+A3D3 (41939) | ꏓ              | YI SYLLABLE REP        | Yi-Silbenzeichen Rep   |
| U+A3D4 (41940) | ꏔ              | YI SYLLABLE RUT        | Yi-Silbenzeichen Rut   |
| U+A3D5 (41941) | ꏕ              | YI SYLLABLE RUX        | Yi-Silbenzeichen Rux   |
| U+A3D6 (41942) | ꏖ              | YI SYLLABLE RU         | Yi-Silbenzeichen Ru    |
| U+A3D7 (41943) | ꏗ              | YI SYLLABLE RUP        | Yi-Silbenzeichen Rup   |
| U+A3D8 (41944) | ꏘ              | YI SYLLABLE RURX       | Yi-Silbenzeichen Rurx  |
| U+A3D9 (41945) | ꏙ              | YI SYLLABLE RUR        | Yi-Silbenzeichen Rur   |
| U+A3DA (41946) | ꏚ              | YI SYLLABLE RYT        | Yi-Silbenzeichen Ryt   |
| U+A3DB (41947) | ꏛ              | YI SYLLABLE RYX        | Yi-Silbenzeichen Ryx   |
| U+A3DC (41948) | ꏜ              | YI SYLLABLE RY         | Yi-Silbenzeichen Ry    |
| U+A3DD (41949) | ꏝ              | YI SYLLABLE RYP        | Yi-Silbenzeichen Ryp   |
| U+A3DE (41950) | ꏞ              | YI SYLLABLE RYRX       | Yi-Silbenzeichen Ryrx  |
| U+A3DF (41951) | ꏟ              | YI SYLLABLE RYR        | Yi-Silbenzeichen Ryr   |
| U+A3E0 (41952) | ꏠ              | YI SYLLABLE JIT        | Yi-Silbenzeichen Jit   |
| U+A3E1 (41953) | ꏡ              | YI SYLLABLE JIX        | Yi-Silbenzeichen Jix   |
| U+A3E2 (41954) | ꏢ              | YI SYLLABLE JI         | Yi-Silbenzeichen Ji    |
| U+A3E3 (41955) | ꏣ              | YI SYLLABLE JIP        | Yi-Silbenzeichen Jip   |
| U+A3E4 (41956) | ꏤ              | YI SYLLABLE JIET       | Yi-Silbenzeichen Jiet  |
| U+A3E5 (41957) | ꏥ              | YI SYLLABLE JIEX       | Yi-Silbenzeichen Jiex  |
| U+A3E6 (41958) | ꏦ              | YI SYLLABLE JIE        | Yi-Silbenzeichen Jie   |
| U+A3E7 (41959) | ꏧ              | YI SYLLABLE JIEP       | Yi-Silbenzeichen Jiep  |
| U+A3E8 (41960) | ꏨ              | YI SYLLABLE JUOT       | Yi-Silbenzeichen Juot  |
| U+A3E9 (41961) | ꏩ              | YI SYLLABLE JUOX       | Yi-Silbenzeichen Juox  |
| U+A3EA (41962) | ꏪ              | YI SYLLABLE JUO        | Yi-Silbenzeichen Juo   |
| U+A3EB (41963) | ꏫ              | YI SYLLABLE JUOP       | Yi-Silbenzeichen Juop  |
| U+A3EC (41964) | ꏬ              | YI SYLLABLE JOT        | Yi-Silbenzeichen Jot   |
| U+A3ED (41965) | ꏭ              | YI SYLLABLE JOX        | Yi-Silbenzeichen Jox   |
| U+A3EE (41966) | ꏮ              | YI SYLLABLE JO         | Yi-Silbenzeichen Jo    |
| U+A3EF (41967) | ꏯ              | YI SYLLABLE JOP        | Yi-Silbenzeichen Jop   |
| U+A3F0 (41968) | ꏰ              | YI SYLLABLE JUT        | Yi-Silbenzeichen Jut   |
| U+A3F1 (41969) | ꏱ              | YI SYLLABLE JUX        | Yi-Silbenzeichen Jux   |
| U+A3F2 (41970) | ꏲ              | YI SYLLABLE JU         | Yi-Silbenzeichen Ju    |
| U+A3F3 (41971) | ꏳ              | YI SYLLABLE JUP        | Yi-Silbenzeichen Jup   |
| U+A3F4 (41972) | ꏴ              | YI SYLLABLE JURX       | Yi-Silbenzeichen Jurx  |
| U+A3F5 (41973) | ꏵ              | YI SYLLABLE JUR        | Yi-Silbenzeichen Jur   |
| U+A3F6 (41974) | ꏶ              | YI SYLLABLE JYT        | Yi-Silbenzeichen Jyt   |
| U+A3F7 (41975) | ꏷ              | YI SYLLABLE JYX        | Yi-Silbenzeichen Jyx   |
| U+A3F8 (41976) | ꏸ              | YI SYLLABLE JY         | Yi-Silbenzeichen Jy    |
| U+A3F9 (41977) | ꏹ              | YI SYLLABLE JYP        | Yi-Silbenzeichen Jyp   |
| U+A3FA (41978) | ꏺ              | YI SYLLABLE JYRX       | Yi-Silbenzeichen Jyrx  |
| U+A3FB (41979) | ꏻ              | YI SYLLABLE JYR        | Yi-Silbenzeichen Jyr   |
| U+A3FC (41980) | ꏼ              | YI SYLLABLE QIT        | Yi-Silbenzeichen Qit   |
| U+A3FD (41981) | ꏽ              | YI SYLLABLE QIX        | Yi-Silbenzeichen Qix   |
| U+A3FE (41982) | ꏾ              | YI SYLLABLE QI         | Yi-Silbenzeichen Qi    |
| U+A3FF (41983) | ꏿ              | YI SYLLABLE QIP        | Yi-Silbenzeichen Qip   |
| U+A400 (41984) | ꐀ              | YI SYLLABLE QIET       | Yi-Silbenzeichen Qiet  |
| U+A401 (41985) | ꐁ              | YI SYLLABLE QIEX       | Yi-Silbenzeichen Qiex  |
| U+A402 (41986) | ꐂ              | YI SYLLABLE QIE        | Yi-Silbenzeichen Qie   |
| U+A403 (41987) | ꐃ              | YI SYLLABLE QIEP       | Yi-Silbenzeichen Qiep  |
| U+A404 (41988) | ꐄ              | YI SYLLABLE QUOT       | Yi-Silbenzeichen Quot  |
| U+A405 (41989) | ꐅ              | YI SYLLABLE QUOX       | Yi-Silbenzeichen Quox  |
| U+A406 (41990) | ꐆ              | YI SYLLABLE QUO        | Yi-Silbenzeichen Quo   |
| U+A407 (41991) | ꐇ              | YI SYLLABLE QUOP       | Yi-Silbenzeichen Quop  |
| U+A408 (41992) | ꐈ              | YI SYLLABLE QOT        | Yi-Silbenzeichen Qot   |
| U+A409 (41993) | ꐉ              | YI SYLLABLE QOX        | Yi-Silbenzeichen Qox   |
| U+A40A (41994) | ꐊ              | YI SYLLABLE QO         | Yi-Silbenzeichen Qo    |
| U+A40B (41995) | ꐋ              | YI SYLLABLE QOP        | Yi-Silbenzeichen Qop   |
| U+A40C (41996) | ꐌ              | YI SYLLABLE QUT        | Yi-Silbenzeichen Qut   |
| U+A40D (41997) | ꐍ              | YI SYLLABLE QUX        | Yi-Silbenzeichen Qux   |
| U+A40E (41998) | ꐎ              | YI SYLLABLE QU         | Yi-Silbenzeichen Qu    |
| U+A40F (41999) | ꐏ              | YI SYLLABLE QUP        | Yi-Silbenzeichen Qup   |
| U+A410 (42000) | ꐐ              | YI SYLLABLE QURX       | Yi-Silbenzeichen Qurx  |
| U+A411 (42001) | ꐑ              | YI SYLLABLE QUR        | Yi-Silbenzeichen Qur   |
| U+A412 (42002) | ꐒ              | YI SYLLABLE QYT        | Yi-Silbenzeichen Qyt   |
| U+A413 (42003) | ꐓ              | YI SYLLABLE QYX        | Yi-Silbenzeichen Qyx   |
| U+A414 (42004) | ꐔ              | YI SYLLABLE QY         | Yi-Silbenzeichen Qy    |
| U+A415 (42005) | ꐕ              | YI SYLLABLE QYP        | Yi-Silbenzeichen Qyp   |
| U+A416 (42006) | ꐖ              | YI SYLLABLE QYRX       | Yi-Silbenzeichen Qyrx  |
| U+A417 (42007) | ꐗ              | YI SYLLABLE QYR        | Yi-Silbenzeichen Qyr   |
| U+A418 (42008) | ꐘ              | YI SYLLABLE JJIT       | Yi-Silbenzeichen Jjit  |
| U+A419 (42009) | ꐙ              | YI SYLLABLE JJIX       | Yi-Silbenzeichen Jjix  |
| U+A41A (42010) | ꐚ              | YI SYLLABLE JJI        | Yi-Silbenzeichen Jji   |
| U+A41B (42011) | ꐛ              | YI SYLLABLE JJIP       | Yi-Silbenzeichen Jjip  |
| U+A41C (42012) | ꐜ              | YI SYLLABLE JJIET      | Yi-Silbenzeichen Jjiet |
| U+A41D (42013) | ꐝ              | YI SYLLABLE JJIEX      | Yi-Silbenzeichen Jjiex |
| U+A41E (42014) | ꐞ              | YI SYLLABLE JJIE       | Yi-Silbenzeichen Jjie  |
| U+A41F (42015) | ꐟ              | YI SYLLABLE JJIEP      | Yi-Silbenzeichen Jjiep |
| U+A420 (42016) | ꐠ              | YI SYLLABLE JJUOX      | Yi-Silbenzeichen Jjuox |
| U+A421 (42017) | ꐡ              | YI SYLLABLE JJUO       | Yi-Silbenzeichen Jjuo  |
| U+A422 (42018) | ꐢ              | YI SYLLABLE JJUOP      | Yi-Silbenzeichen Jjuop |
| U+A423 (42019) | ꐣ              | YI SYLLABLE JJOT       | Yi-Silbenzeichen Jjot  |
| U+A424 (42020) | ꐤ              | YI SYLLABLE JJOX       | Yi-Silbenzeichen Jjox  |
| U+A425 (42021) | ꐥ              | YI SYLLABLE JJO        | Yi-Silbenzeichen Jjo   |
| U+A426 (42022) | ꐦ              | YI SYLLABLE JJOP       | Yi-Silbenzeichen Jjop  |
| U+A427 (42023) | ꐧ              | YI SYLLABLE JJUT       | Yi-Silbenzeichen Jjut  |
| U+A428 (42024) | ꐨ              | YI SYLLABLE JJUX       | Yi-Silbenzeichen Jjux  |
| U+A429 (42025) | ꐩ              | YI SYLLABLE JJU        | Yi-Silbenzeichen Jju   |
| U+A42A (42026) | ꐪ              | YI SYLLABLE JJUP       | Yi-Silbenzeichen Jjup  |
| U+A42B (42027) | ꐫ              | YI SYLLABLE JJURX      | Yi-Silbenzeichen Jjurx |
| U+A42C (42028) | ꐬ              | YI SYLLABLE JJUR       | Yi-Silbenzeichen Jjur  |
| U+A42D (42029) | ꐭ              | YI SYLLABLE JJYT       | Yi-Silbenzeichen Jjyt  |
| U+A42E (42030) | ꐮ              | YI SYLLABLE JJYX       | Yi-Silbenzeichen JJyx  |
| U+A42F (42031) | ꐯ              | YI SYLLABLE JJY        | Yi-Silbenzeichen Jjy   |
| U+A430 (42032) | ꐰ              | YI SYLLABLE JJYP       | Yi-Silbenzeichen Jjyp  |
| U+A431 (42033) | ꐱ              | YI SYLLABLE NJIT       | Yi-Silbenzeichen Njit  |
| U+A432 (42034) | ꐲ              | YI SYLLABLE NJIX       | Yi-Silbenzeichen Njix  |
| U+A433 (42035) | ꐳ              | YI SYLLABLE NJI        | Yi-Silbenzeichen Nji   |
| U+A434 (42036) | ꐴ              | YI SYLLABLE NJIP       | Yi-Silbenzeichen Njip  |
| U+A435 (42037) | ꐵ              | YI SYLLABLE NJIET      | Yi-Silbenzeichen Njiet |
| U+A436 (42038) | ꐶ              | YI SYLLABLE NJIEX      | Yi-Silbenzeichen Njiex |
| U+A437 (42039) | ꐷ              | YI SYLLABLE NJIE       | Yi-Silbenzeichen Njie  |
| U+A438 (42040) | ꐸ              | YI SYLLABLE NJIEP      | Yi-Silbenzeichen Njiep |
| U+A439 (42041) | ꐹ              | YI SYLLABLE NJUOX      | Yi-Silbenzeichen Njuox |
| U+A43A (42042) | ꐺ              | YI SYLLABLE NJUO       | Yi-Silbenzeichen Njuo  |
| U+A43B (42043) | ꐻ              | YI SYLLABLE NJOT       | Yi-Silbenzeichen Njot  |
| U+A43C (42044) | ꐼ              | YI SYLLABLE NJOX       | Yi-Silbenzeichen Njox  |
| U+A43D (42045) | ꐽ              | YI SYLLABLE NJO        | Yi-Silbenzeichen Njo   |
| U+A43E (42046) | ꐾ              | YI SYLLABLE NJOP       | Yi-Silbenzeichen Njop  |
| U+A43F (42047) | ꐿ              | YI SYLLABLE NJUX       | Yi-Silbenzeichen Njux  |
| U+A440 (42048) | ꑀ              | YI SYLLABLE NJU        | Yi-Silbenzeichen Nju   |
| U+A441 (42049) | ꑁ              | YI SYLLABLE NJUP       | Yi-Silbenzeichen Njup  |
| U+A442 (42050) | ꑂ              | YI SYLLABLE NJURX      | Yi-Silbenzeichen Njurx |
| U+A443 (42051) | ꑃ              | YI SYLLABLE NJUR       | Yi-Silbenzeichen Njur  |
| U+A444 (42052) | ꑄ              | YI SYLLABLE NJYT       | Yi-Silbenzeichen Njyt  |
| U+A445 (42053) | ꑅ              | YI SYLLABLE NJYX       | Yi-Silbenzeichen Njyx  |
| U+A446 (42054) | ꑆ              | YI SYLLABLE NJY        | Yi-Silbenzeichen Njy   |
| U+A447 (42055) | ꑇ              | YI SYLLABLE NJYP       | Yi-Silbenzeichen Njyp  |
| U+A448 (42056) | ꑈ              | YI SYLLABLE NJYRX      | Yi-Silbenzeichen Njyrx |
| U+A449 (42057) | ꑉ              | YI SYLLABLE NJYR       | Yi-Silbenzeichen Njyr  |
| U+A44A (42058) | ꑊ              | YI SYLLABLE NYIT       | Yi-Silbenzeichen Nyit  |
| U+A44B (42059) | ꑋ              | YI SYLLABLE NYIX       | Yi-Silbenzeichen Nyix  |
| U+A44C (42060) | ꑌ              | YI SYLLABLE NYI        | Yi-Silbenzeichen Nyi   |
| U+A44D (42061) | ꑍ              | YI SYLLABLE NYIP       | Yi-Silbenzeichen Nyip  |
| U+A44E (42062) | ꑎ              | YI SYLLABLE NYIET      | Yi-Silbenzeichen Nyiet |
| U+A44F (42063) | ꑏ              | YI SYLLABLE NYIEX      | Yi-Silbenzeichen Nyiex |
| U+A450 (42064) | ꑐ              | YI SYLLABLE NYIE       | Yi-Silbenzeichen Nyie  |
| U+A451 (42065) | ꑑ              | YI SYLLABLE NYIEP      | Yi-Silbenzeichen Nyiep |
| U+A452 (42066) | ꑒ              | YI SYLLABLE NYUOX      | Yi-Silbenzeichen Nyuox |
| U+A453 (42067) | ꑓ              | YI SYLLABLE NYUO       | Yi-Silbenzeichen Nyuo  |
| U+A454 (42068) | ꑔ              | YI SYLLABLE NYUOP      | Yi-Silbenzeichen Nyuop |
| U+A455 (42069) | ꑕ              | YI SYLLABLE NYOT       | Yi-Silbenzeichen Nyot  |
| U+A456 (42070) | ꑖ              | YI SYLLABLE NYOX       | Yi-Silbenzeichen Nyox  |
| U+A457 (42071) | ꑗ              | YI SYLLABLE NYO        | Yi-Silbenzeichen Nyo   |
| U+A458 (42072) | ꑘ              | YI SYLLABLE NYOP       | Yi-Silbenzeichen Nyop  |
| U+A459 (42073) | ꑙ              | YI SYLLABLE NYUT       | Yi-Silbenzeichen Nyut  |
| U+A45A (42074) | ꑚ              | YI SYLLABLE NYUX       | Yi-Silbenzeichen Nyux  |
| U+A45B (42075) | ꑛ              | YI SYLLABLE NYU        | Yi-Silbenzeichen Nyu   |
| U+A45C (42076) | ꑜ              | YI SYLLABLE NYUP       | Yi-Silbenzeichen Nyup  |
| U+A45D (42077) | ꑝ              | YI SYLLABLE XIT        | Yi-Silbenzeichen Xit   |
| U+A45E (42078) | ꑞ              | YI SYLLABLE XIX        | Yi-Silbenzeichen Xix   |
| U+A45F (42079) | ꑟ              | YI SYLLABLE XI         | Yi-Silbenzeichen Xi    |
| U+A460 (42080) | ꑠ              | YI SYLLABLE XIP        | Yi-Silbenzeichen Xip   |
| U+A461 (42081) | ꑡ              | YI SYLLABLE XIET       | Yi-Silbenzeichen Xiet  |
| U+A462 (42082) | ꑢ              | YI SYLLABLE XIEX       | Yi-Silbenzeichen Xiex  |
| U+A463 (42083) | ꑣ              | YI SYLLABLE XIE        | Yi-Silbenzeichen Xie   |
| U+A464 (42084) | ꑤ              | YI SYLLABLE XIEP       | Yi-Silbenzeichen Xiep  |
| U+A465 (42085) | ꑥ              | YI SYLLABLE XUOX       | Yi-Silbenzeichen Xuox  |
| U+A466 (42086) | ꑦ              | YI SYLLABLE XUO        | Yi-Silbenzeichen Xuo   |
| U+A467 (42087) | ꑧ              | YI SYLLABLE XOT        | Yi-Silbenzeichen Xot   |
| U+A468 (42088) | ꑨ              | YI SYLLABLE XOX        | Yi-Silbenzeichen Xox   |
| U+A469 (42089) | ꑩ              | YI SYLLABLE XO         | Yi-Silbenzeichen Xo    |
| U+A46A (42090) | ꑪ              | YI SYLLABLE XOP        | Yi-Silbenzeichen Xop   |
| U+A46B (42091) | ꑫ              | YI SYLLABLE XYT        | Yi-Silbenzeichen Xyt   |
| U+A46C (42092) | ꑬ              | YI SYLLABLE XYX        | Yi-Silbenzeichen Xyx   |
| U+A46D (42093) | ꑭ              | YI SYLLABLE XY         | Yi-Silbenzeichen Xy    |
| U+A46E (42094) | ꑮ              | YI SYLLABLE XYP        | Yi-Silbenzeichen Xyp   |
| U+A46F (42095) | ꑯ              | YI SYLLABLE XYRX       | Yi-Silbenzeichen Xyrx  |
| U+A470 (42096) | ꑰ              | YI SYLLABLE XYR        | Yi-Silbenzeichen Xyr   |
| U+A471 (42097) | ꑱ              | YI SYLLABLE YIT        | Yi-Silbenzeichen Yit   |
| U+A472 (42098) | ꑲ              | YI SYLLABLE YIX        | Yi-Silbenzeichen Yix   |
| U+A473 (42099) | ꑳ              | YI SYLLABLE YI         | Yi-Silbenzeichen Yi    |
| U+A474 (42100) | ꑴ              | YI SYLLABLE YIP        | Yi-Silbenzeichen Yip   |
| U+A475 (42101) | ꑵ              | YI SYLLABLE YIET       | Yi-Silbenzeichen Yiet  |
| U+A476 (42102) | ꑶ              | YI SYLLABLE YIEX       | Yi-Silbenzeichen Yiex  |
| U+A477 (42103) | ꑷ              | YI SYLLABLE YIE        | Yi-Silbenzeichen Yie   |
| U+A478 (42104) | ꑸ              | YI SYLLABLE YIEP       | Yi-Silbenzeichen Yiep  |
| U+A479 (42105) | ꑹ              | YI SYLLABLE YUOT       | Yi-Silbenzeichen Yuot  |
| U+A47A (42106) | ꑺ              | YI SYLLABLE YUOX       | Yi-Silbenzeichen Yuox  |
| U+A47B (42107) | ꑻ              | YI SYLLABLE YUO        | Yi-Silbenzeichen Yuo   |
| U+A47C (42108) | ꑼ              | YI SYLLABLE YUOP       | Yi-Silbenzeichen Yuop  |
| U+A47D (42109) | ꑽ              | YI SYLLABLE YOT        | Yi-Silbenzeichen Yot   |
| U+A47E (42110) | ꑾ              | YI SYLLABLE YOX        | Yi-Silbenzeichen Yox   |
| U+A47F (42111) | ꑿ              | YI SYLLABLE YO         | Yi-Silbenzeichen Yo    |
| U+A480 (42112) | ꒀ              | YI SYLLABLE YOP        | Yi-Silbenzeichen Yop   |
| U+A481 (42113) | ꒁ              | YI SYLLABLE YUT        | Yi-Silbenzeichen Yut   |
| U+A482 (42114) | ꒂ              | YI SYLLABLE YUX        | Yi-Silbenzeichen Yux   |
| U+A483 (42115) | ꒃ              | YI SYLLABLE YU         | Yi-Silbenzeichen Yu    |
| U+A484 (42116) | ꒄ              | YI SYLLABLE YUP        | Yi-Silbenzeichen Yup   |
| U+A485 (42117) | ꒅ              | YI SYLLABLE YURX       | Yi-Silbenzeichen Yurx  |
| U+A486 (42118) | ꒆ              | YI SYLLABLE YUR        | Yi-Silbenzeichen Yur   |
| U+A487 (42119) | ꒇ              | YI SYLLABLE YYT        | Yi-Silbenzeichen Yyt   |
| U+A488 (42120) | ꒈ              | YI SYLLABLE YYX        | Yi-Silbenzeichen Yyx   |
| U+A489 (42121) | ꒉ              | YI SYLLABLE YY         | Yi-Silbenzeichen Yy    |
| U+A48A (42122) | ꒊ              | YI SYLLABLE YYP        | Yi-Silbenzeichen Yyp   |
| U+A48B (42123) | ꒋ              | YI SYLLABLE YYRX       | Yi-Silbenzeichen Yyrx  |
| U+A48C (42124) | ꒌ              | YI SYLLABLE YYR        | Yi-Silbenzeichen Yyr   |